# Panelový dům

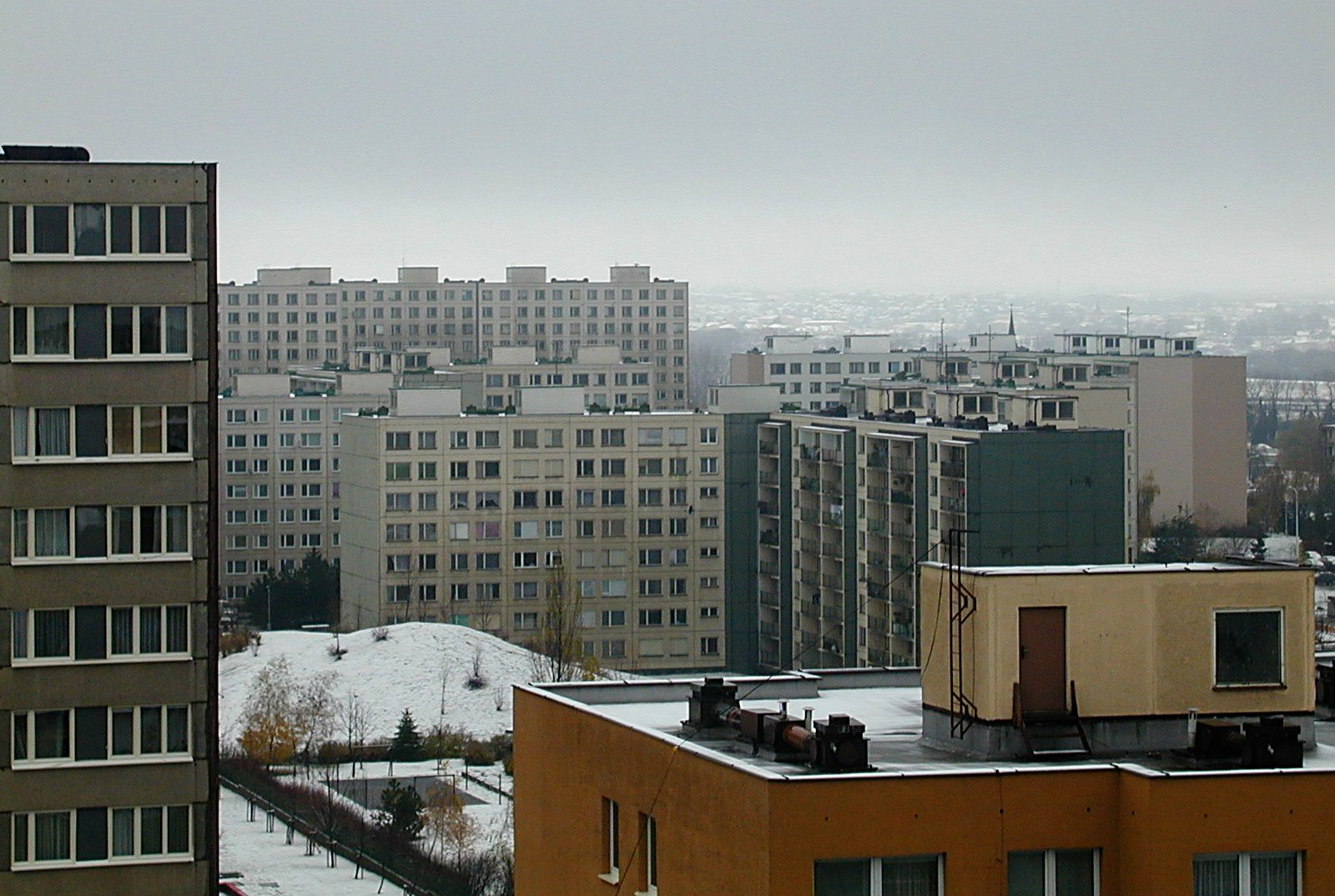
Panelové domy na pražském sídlišti Řepy.

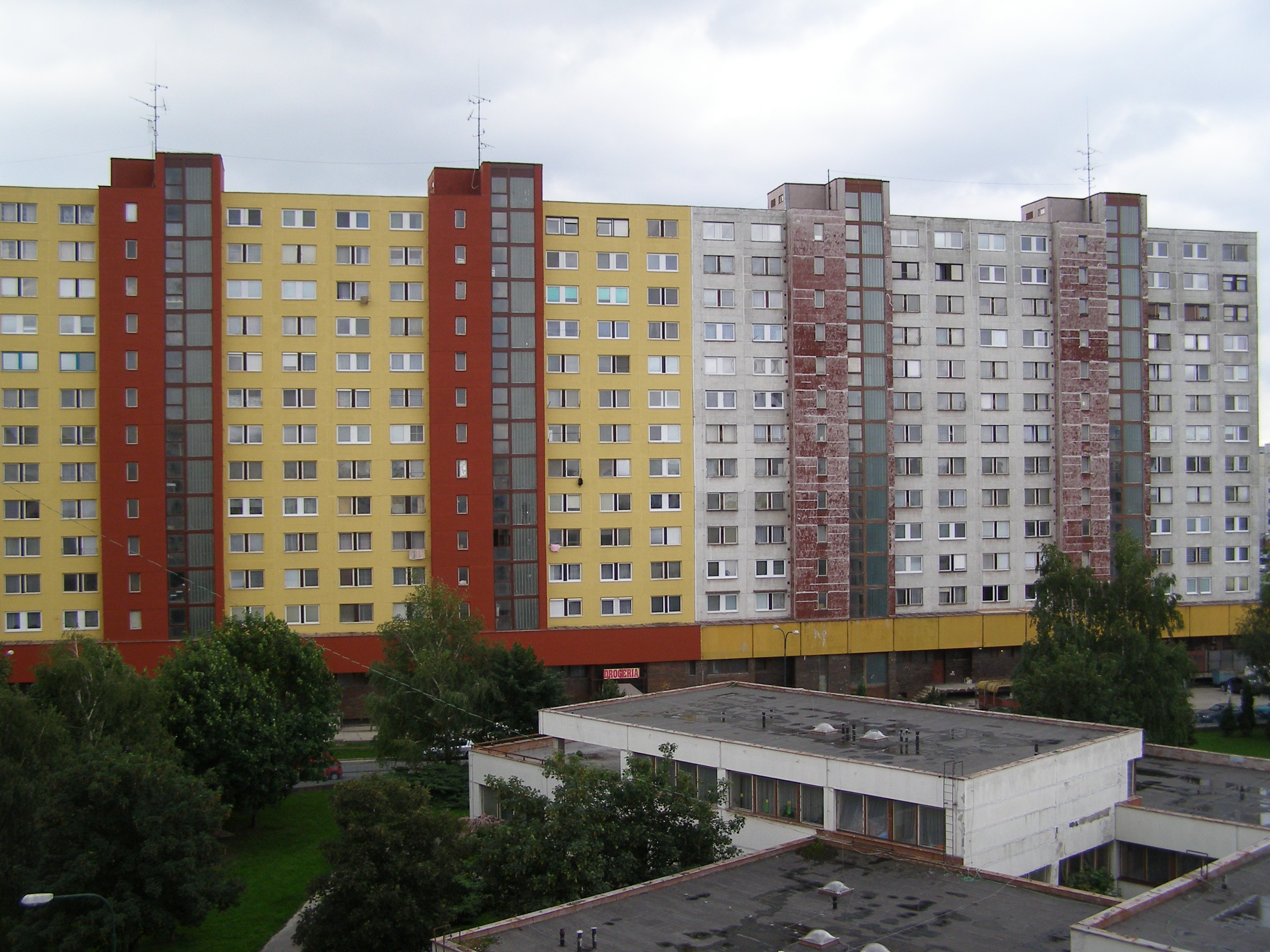
Panelové domy na bratislavském sídlišti Petržalka.

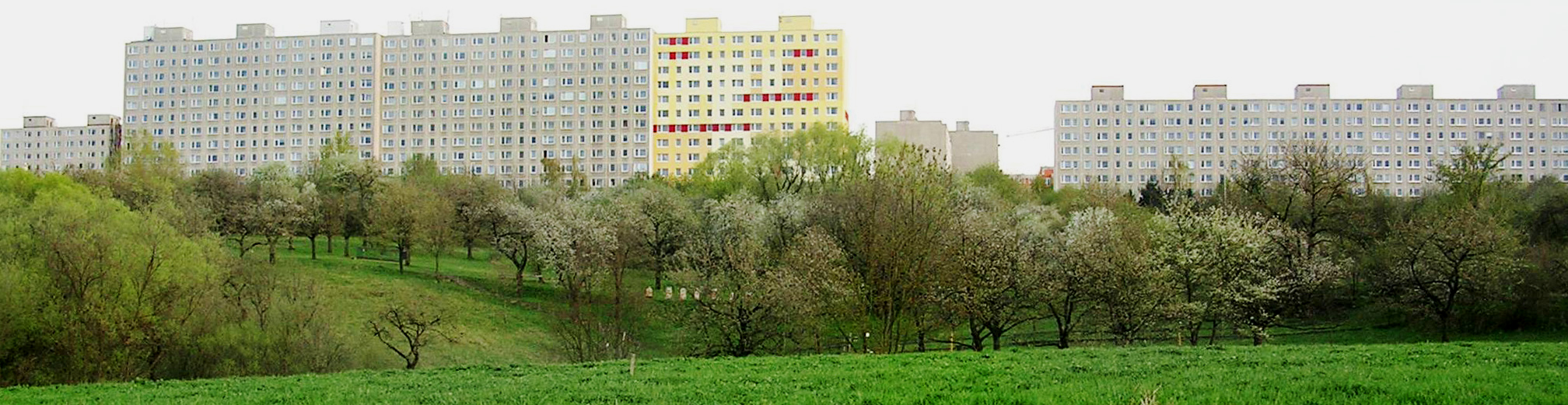
Panelové domy na pražském sídlišti Košík (Hostivař).

Panelový dům (hovorově panelák) je dům vybudovaný z prefabrikovaných panelů. ČSN používá označení „konstrukční stěnový systém z prefabrikovaných panelů“. Paneláky se většinou nacházejí na sídlištích.
V Českých zemích bylo od 50. let 20. století do roku 1991 postaveno kolem 80 000 panelových domů s 1,2 miliony bytů, ve kterých v roce 1989 bydlely více než 3 miliony obyvatel. V 70. letech 20. století byla postavena více než polovina domů. V roce 2015 klesl počet obyvatel panelových domů na 2,6 milionu.

## Historie panelových domů
První panelové domy se objevily v Nizozemsku po 1. světové válce. V Německu se objevily v roce 1923, první blok panelových domů byl postaven v roce 1939 v Paříži, podobné bloky byly stavěny též ve Švédsku a Finsku.

### Využití
Stavba panelových domů sloužila jako rychlé a levné bydlení, přesto se nikde v západních zemích nestavěly v tak masovém měřítku jako ve východním bloku. Západní Evropa od jejich výstavby upustila již v 70. letech, ve střední Evropě se stavěly až do začátku devadesátých let a ve východní Evropě se staví dodnes. Idea takto stavěného domu byla v zásadě dvojí: snížení nákladů a pracnosti stavby, což bylo způsobeno nutností rychle vybudovat velké množství bytů pro rostoucí městskou populaci.

## Panelové domy v Česku

### Historie

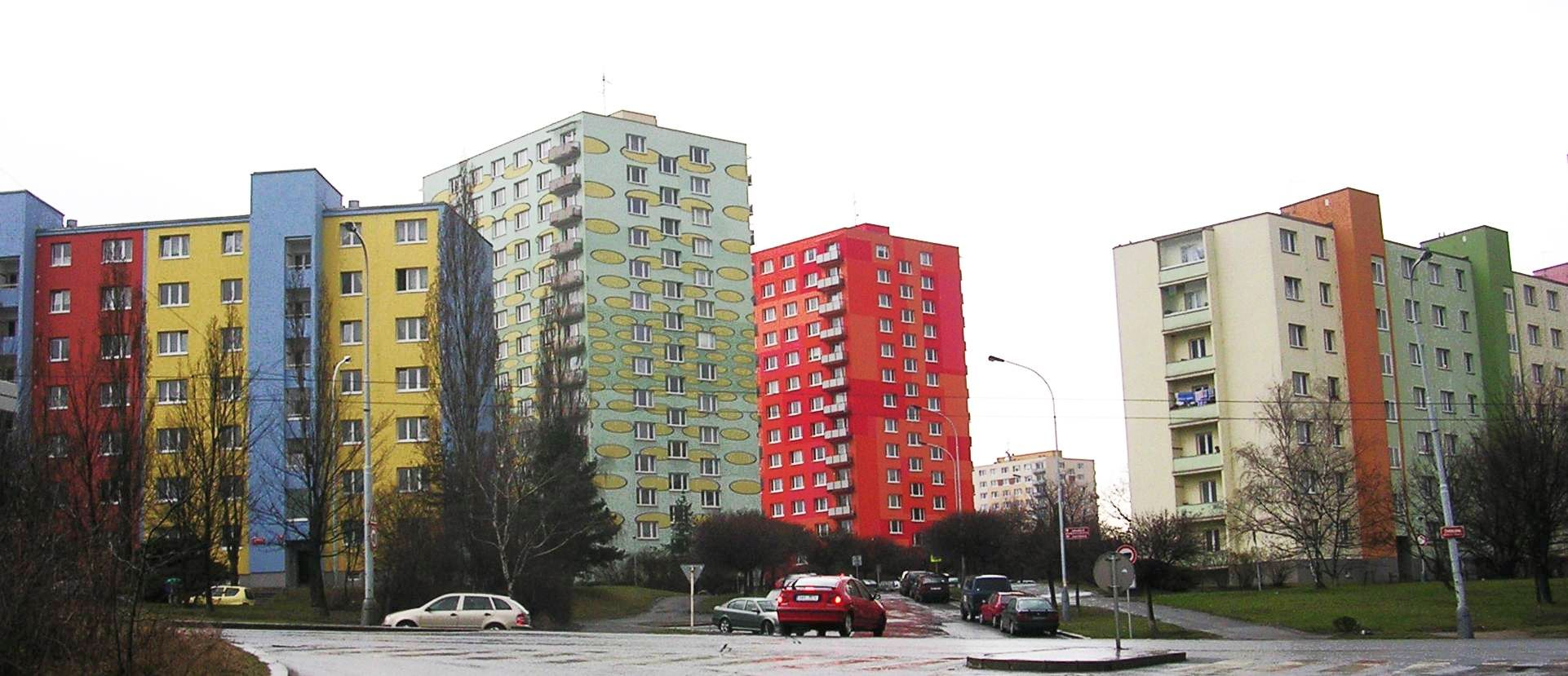
Panelové domy na pražském sídlišti Zahradní Město-východ (Záběhlice).

V bývalém Československu je považován za počátek panelové výstavby rok 1940. V tomto roce byl zahájen vývoj panelu firmou Baťa. V roce 1940 vznikl experimentální domek z litého betonu, s výrobou panelů přímo na staveništi, předchůdce prvních panelových domků. Na přelomu let 1940 a 1941 se ve Zlíně postavily první dva vícepodlažní bytové domy a začaly přibývat další pokusné stavby. S cílem nahradit pracné vyzdívání příček a obvodových stěn cihlami se ve Zlíně začalo experimentovat s použitím velkých betonových tvárnic s obsahem strusky či plynu. Začalo se s výstavbou montovaných dvoupodlažních domků ze železobetonových modulů o velikosti 90 × 270 cm. Pro snadné omítání měly nejstarší panely na vnějším povrchu vrstvu lepenky či minerální plsti, jiné prototypy obsahovaly kupříkladu izolační vrstvu z pazdeří. Na vnitřní straně byly panely upraveny například vrstvou sololitu.
Po válce se pokračovalo s vývojem ve Zlíně a začala výstavba jedno až třípodlažních dvojdomů. Od roku 1952 bylo vývojové pracoviště postupně přesunuto do Ústavu montovaných staveb v Praze. Počátkem roku 1953 byl dokončen vývoj celopanelového domu. Pro novou technologii výstavby se ve Zlíně zrodil i zcela nový typ kovového jeřábu, s jehož pomocí vyrostl na zlínském nábřeží v polovině roku 1953 první prototyp pětipodlažního domu smontovaný z celostěnových panelů podle projektu ve Zlíně působících architektů H. Adamce a B. Kuly. Byl postaven za pouhé 4 měsíce.
Dům dostal označení G40 (Gottwaldov 40 bytů). V témže roce započala systémová výstavba systému G40 na mnoha místech republiky. Dům z panelu byl v podstatě pouze čtyřpodlažní a páté suterénní podlaží (ztužující) bylo provedeno jako monolitické. Posléze vznikaly i další systémy označené G55, G57 a G58 (označení již podle roku), které také byly vyvinuty ve Zlíně (Gottwaldově). První větší sídliště postavené z těchto domů je v Praze 4 na Zelené lišce (výstavba 1954–55). Specialitou tohoto domu byla tepelná izolace ze silikorku a spoje mezi obvodovými panely byly překrývány ozdobnými lizénami. Tyto první paneláky, ještě s „lidskou tváří“, byly zdobeny různými detaily, domovními znameními, arkádovými vchody, mozaikami. Ale tyto detaily se postupem doby z našich paneláků vytratily.

### Rekordy
Nejvyšší panelový dům v Česku byl postaven v roce 1980 na Jižním Městě v Praze, v současnosti se jmenuje ubytovna Kupa. Celkem 81 metrů vysoký dům s 23 podlažími je unikátní mostovým propojením v nejvyšších patrech. Jeden z nejdelších panelových domů se nachází v pražských Bohnicích v Zelenohorské ulici. Dvanáctipodlažní dům z let 1973–1974 s 612 byty a asi 1 500 obyvateli je dlouhý 340 metrů a má 18 vchodů. Nachází se zde nejdelší chodba, rozvody vody a topení panelového domu v republice. Ještě o 80 metrů delší panelový dům stojí v Libereckých Ruprechticích. Jedná se o lomený panelový dům přezdívaný Hokejka právě kvůli svému tvaru. Má 24 vchodů, 11 pater a 693 bytů.
Nejdelší panelový dům (souvislý panelový domovní komplex) v Česku se však nachází v Ostravě na ulici Horní (zasahuje i do ulic Cholevova a Mitušova), má celkem 28 vchodů (z toho 26 v jedné linii), 6–13 nadzemních podlaží, 841 bytů a celkovou délku 540 m (z toho 500 m v jedné linii).[zdroj?]

## Panelové domy ve světě

### Východní blok

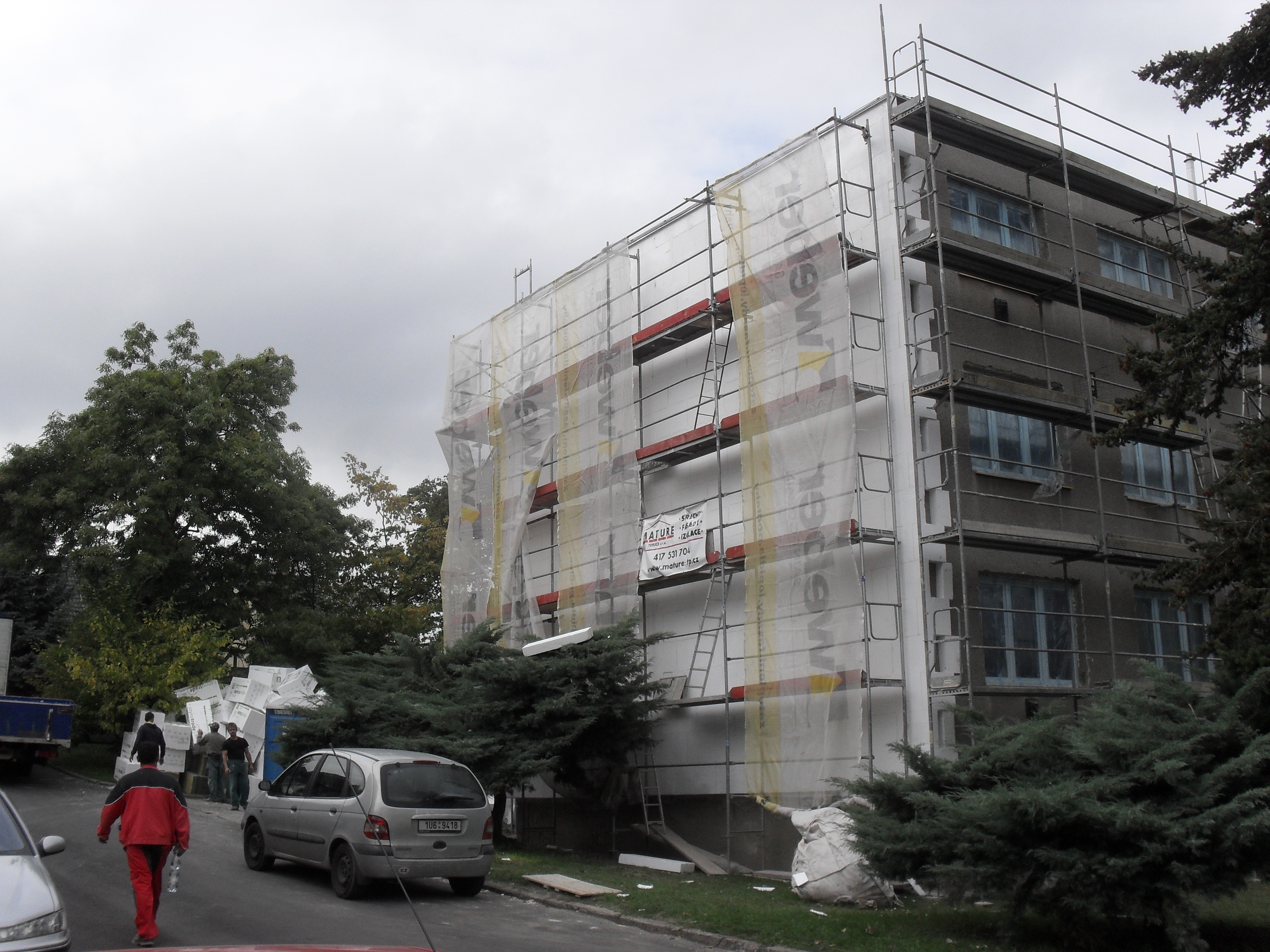
Proces rekonstrukce panelového domu, spojeno s jeho zateplením (2013, Teplice)

Panelové domy se začaly budovat na přelomu 50. a 60. let takřka ve všech zemích tehdejšího Východního bloku. Nahradily tak do té doby budované domy cihlové; následně bylo možné výstavbu urychlit zcela revolučním tempem. Vzhledem k růstu měst ve všech zemích bloku a odlivu lidí z venkova do měst byla poptávka po bydlení vysoká, navíc v Sovětském svazu a i dalších zemích stále pokračovala dlouhá poválečná obnova. Nová sídliště, která vznikala na zelených loukách, byla vyobrazována jako nové, idylické, socialistické bydlení. To oproti starým domům bez zavedené teplé vody či toalet z určitého hlediska skutečně byla. Tehdy se budovala i celá panelová města, jako například Pripjať v tehdejší Ukrajinské SSR, nebo Most v ČSSR. Tato nová města vznikala ve velké míře pro potřeby průmyslu.
Docházelo tak k radikálním změnám celých měst. Původní různorodou zástavbu nyní nahradila uniformní, standardizovaná a šablonizovaná panelová sídliště. Ta však samozřejmě měla i své nedostatky. Docházelo k negativním jevům jednak sociálním kvůli rychlému vytváření velkých celků obyvatelstva, jednak technickým. Nedostatečná tepelná izolace, která byla kompenzována nízkou cenou elektrické energie, což mělo za následek značné plýtvání. Provedení jednotlivých domů bylo mnohdy nekvalitní, což z nich učinilo častý terč kritiky socialistických režimů.
Po politických změnách ve střední a východní Evropě byly „paneláky“ vnímány jako jeden z velkých problémů. Bylo nutné modernizovat tisíce domů a bytů, aby dosahovaly moderních standardů bydlení. V mnohých místech však docházelo spíše k úbytku obyvatelstva, a proto byly staré domy demolovány.
Je znám případ zbourání panelového domu hyzdícího město, a to právě z estetických důvodů. Panelové domy se bourají i ve východní části Německa, kde kvůli úbytku počtu obyvatel (např. v oblasti Žitavska od sjednocení Německa do roku 2022 ubylo téměř 40% obyvatel), zejména kvůli migraci obyvatel do rozvinutějších částí země, dochází k nízké obsazenosti panelových bytů, která se města rozhodnou pro nerentabilitu údržby zbourat.
Největším sídlištěm na Slovensku je Petržalka v Bratislavě, která má podle odhadů 117 000–130 000 obyvatel ve 40 000 bytech. První panelový dům zde byl postaven dne 3. srpna 1977.

### Západní blok
V zemích tehdejšího Západního bloku byly rovněž budovány panelové domy, ale nikdy ne v takovém rozsahu, jako tomu bylo na východě. Paneláky se staly obydlím spíše chudších společenských vrstev, přistěhovalců. Budovány byly rovněž na okrajích měst. Některé pokusy o výstavbu sídlišť v USA, jakým bylo například Pruitt-Igoe, ale vedly k selhání a vytvoření ghett. Rovněž i některá západoevropská města s panelovými domy (např. na předměstí Paříže) mají problémy se vznikem chudinských čtvrtí. Velký rozvoj zažila panelová sídliště ve Švédsku, v rámci programu Miljonprogrammet, který v letech 1965–1974 zorganizovala sociálnědemokratická vláda. V jeho rámci bylo postaveno 650 000 bytů, většina z nich v panelových domech. V nich se ale rovněž usídlili přistěhovalci, kteří do Švédska přišli v důsledku benevolentní imigrační politiky.

## Galerie

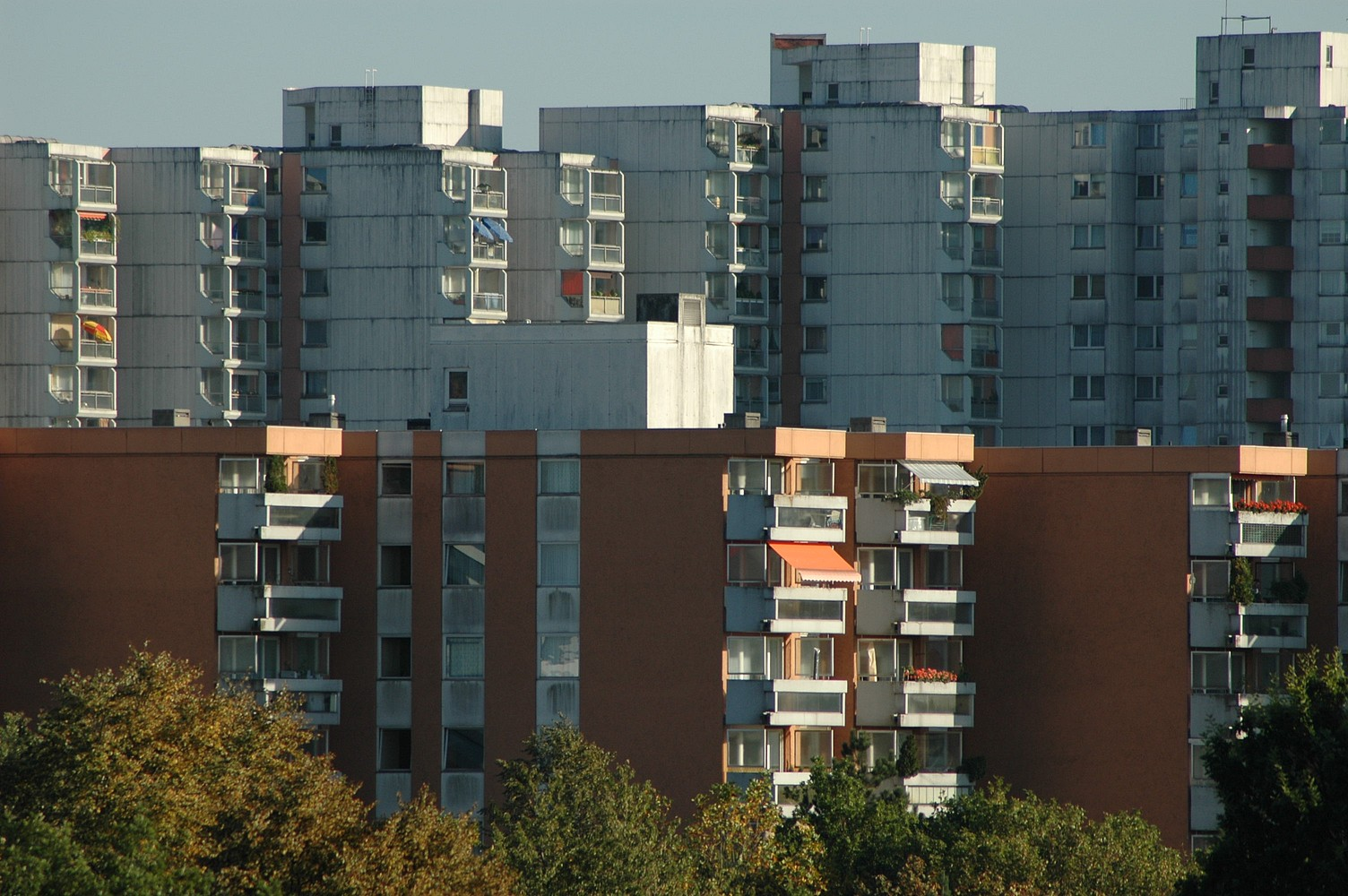
Sídliště Neuperlach v Mnichově postavené v někdejším Západním Německu.
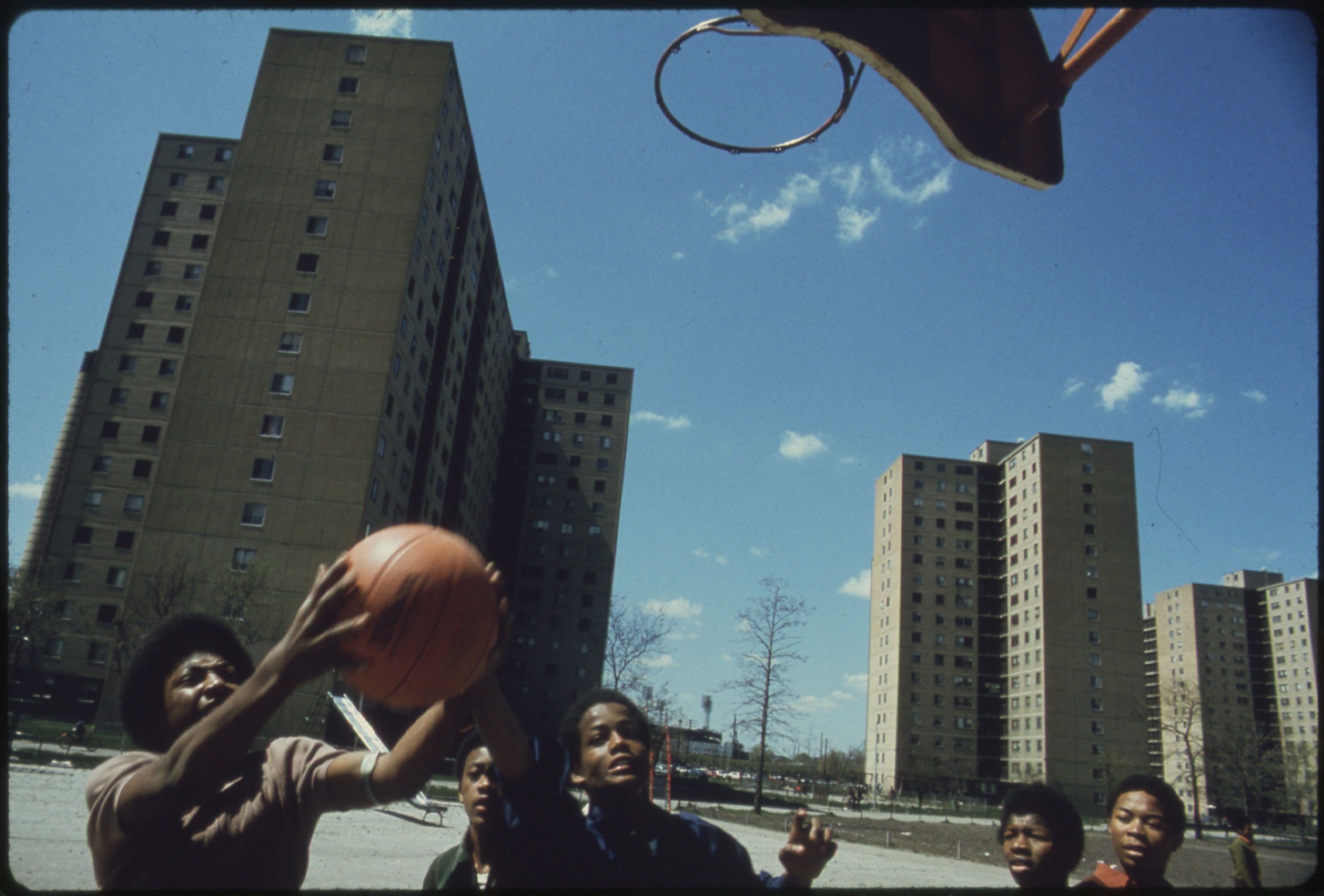
Panelové sídliště v americkém Chicagu.
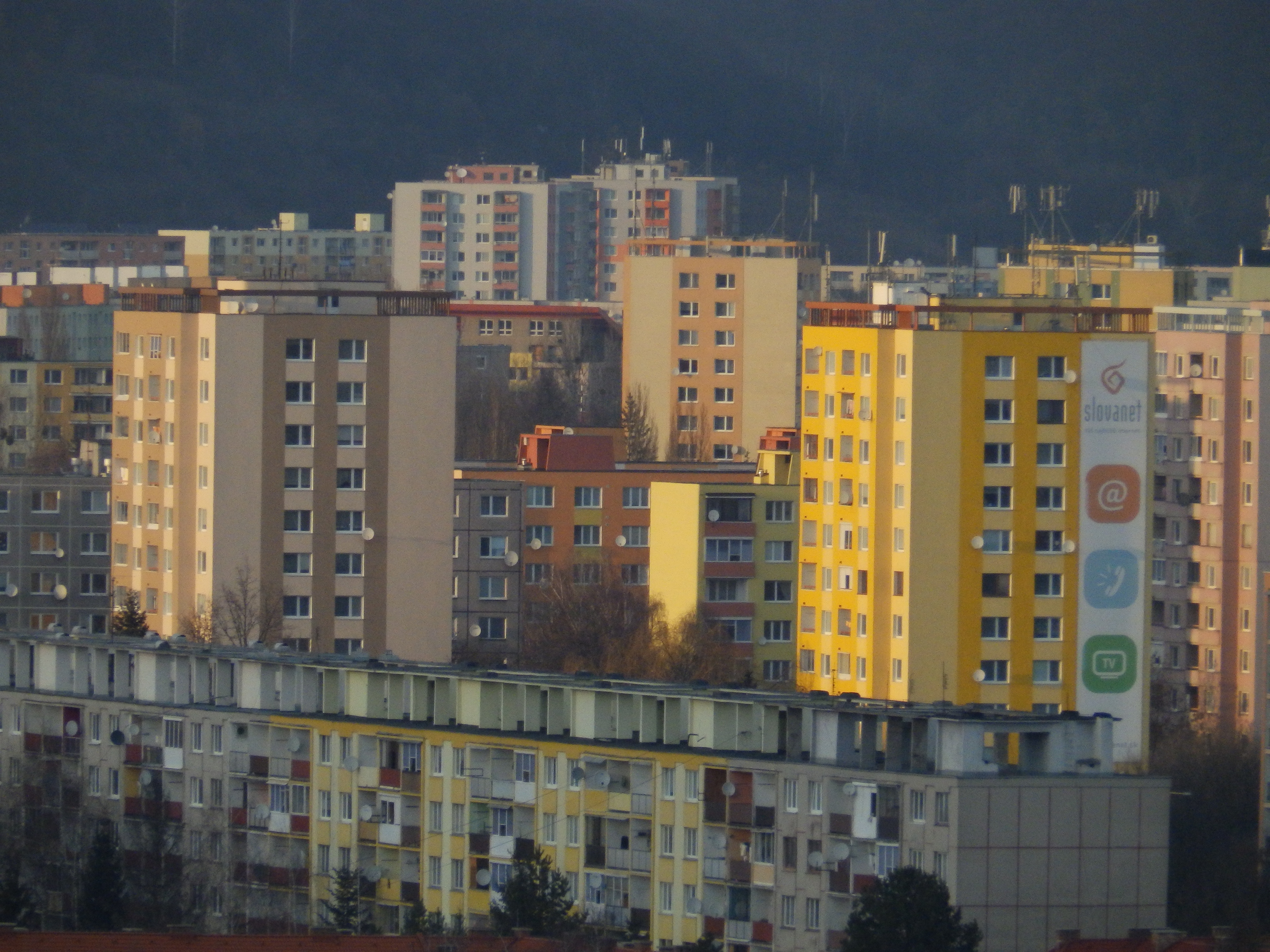
Sídlisko III v Prešově na Slovensku.
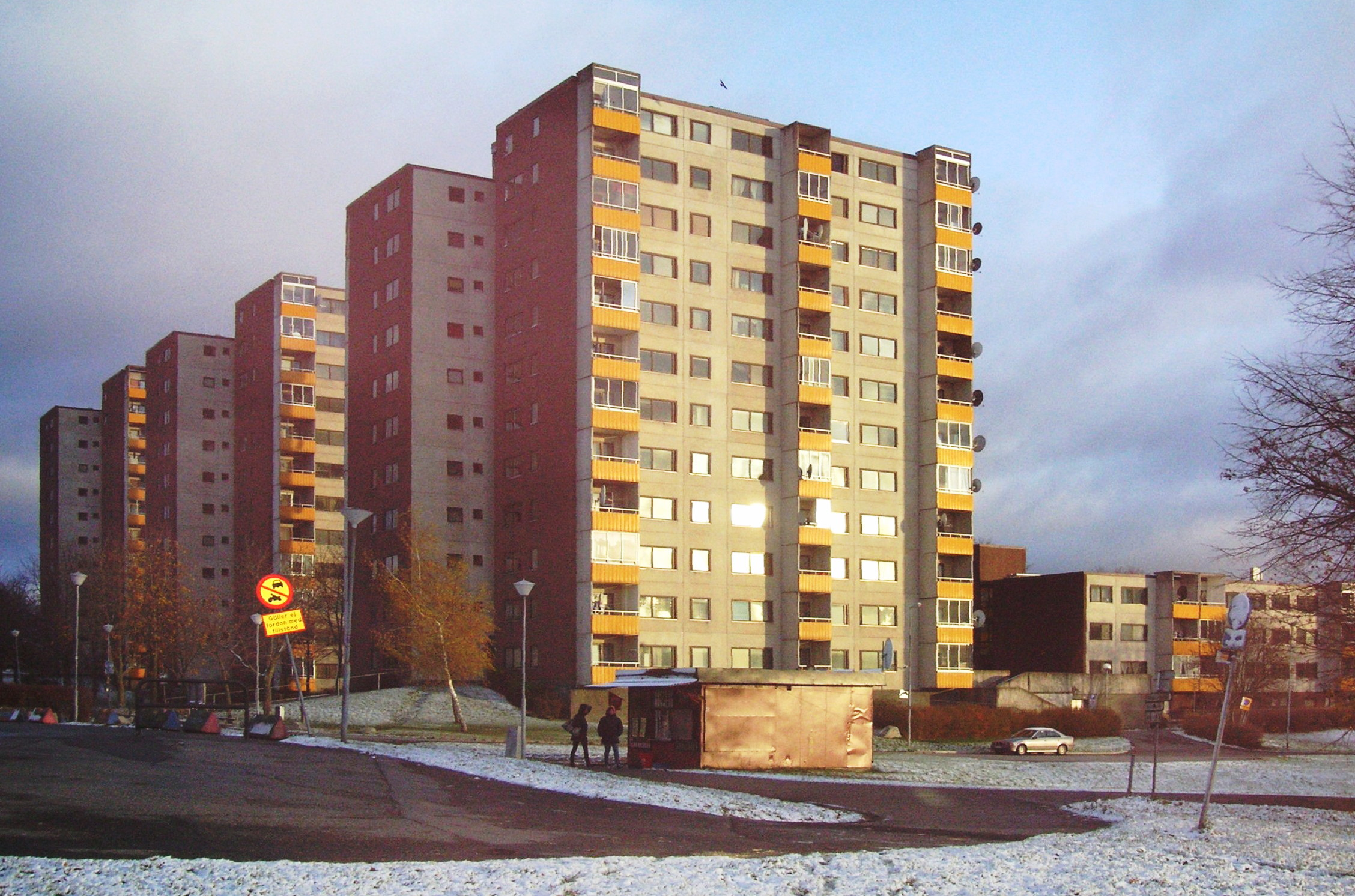
Sídliště ve Fittja, Švédsko.
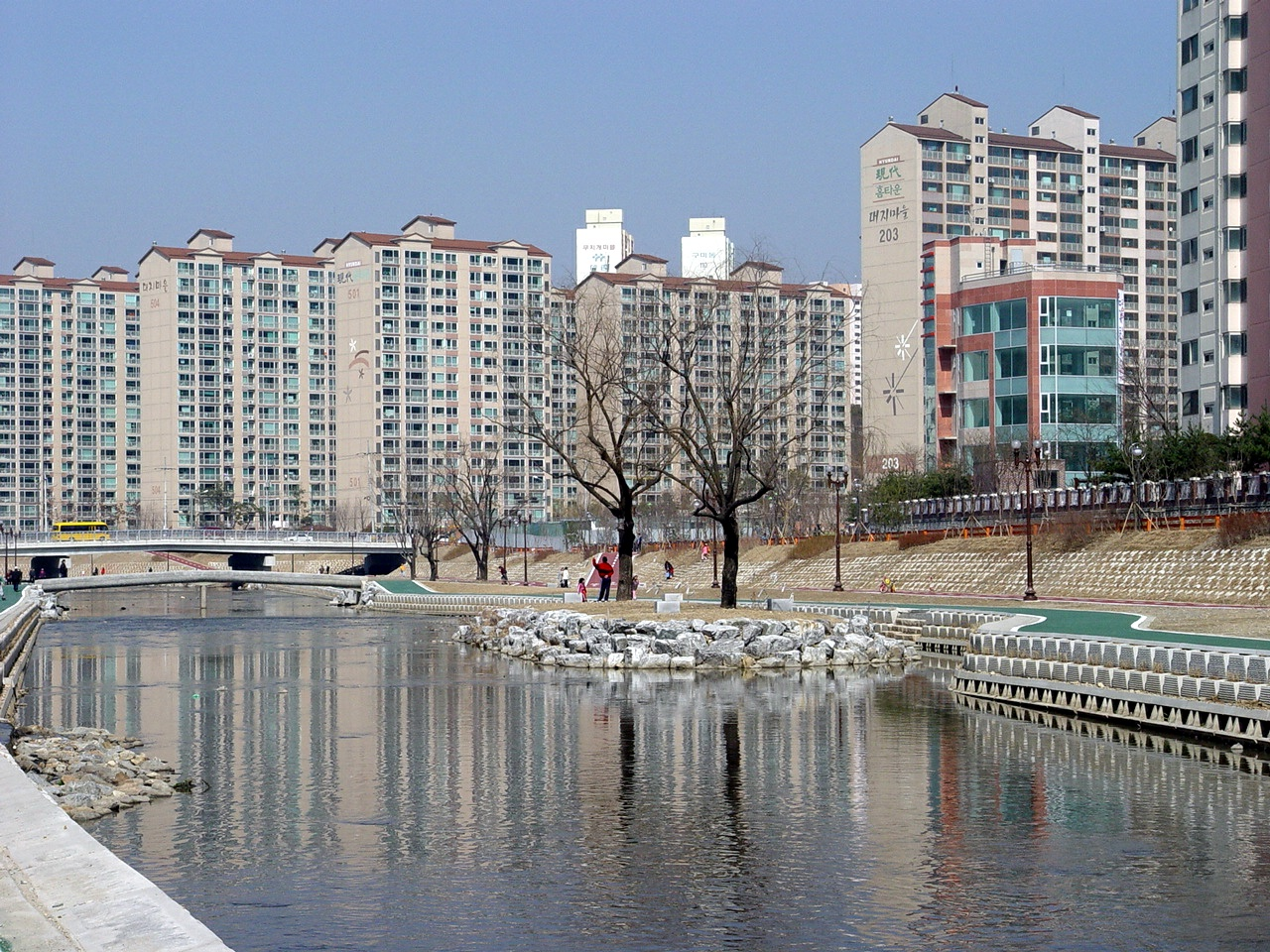
Panelové sídliště v jihokorejském Jonginu.
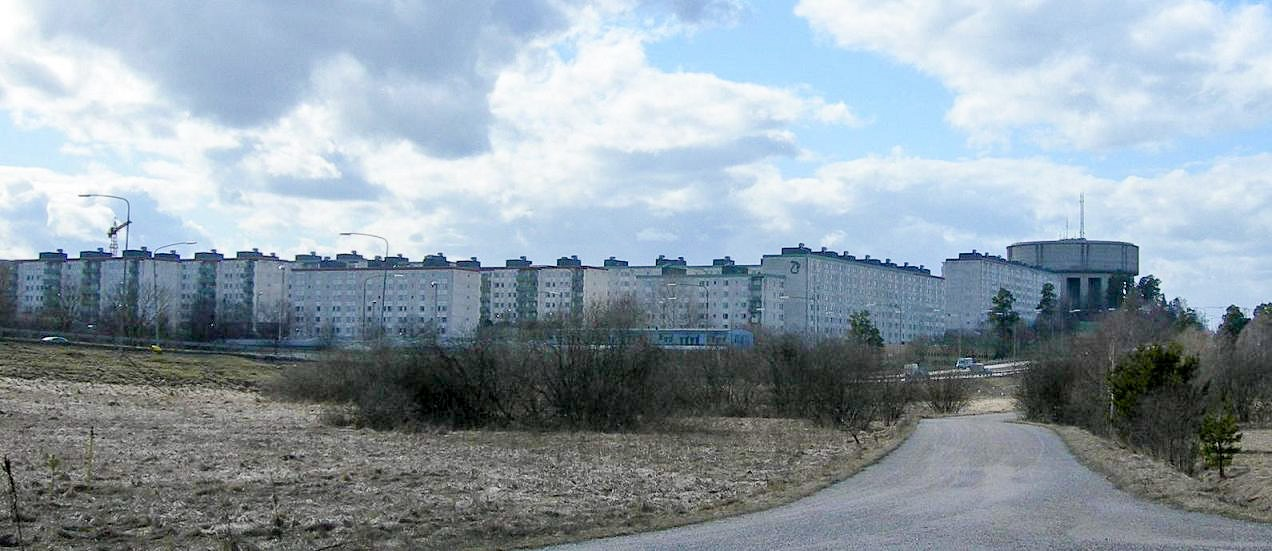
Sídliště Tensta ve Stockholmu, postavené v rámci Miljonprogrammet.
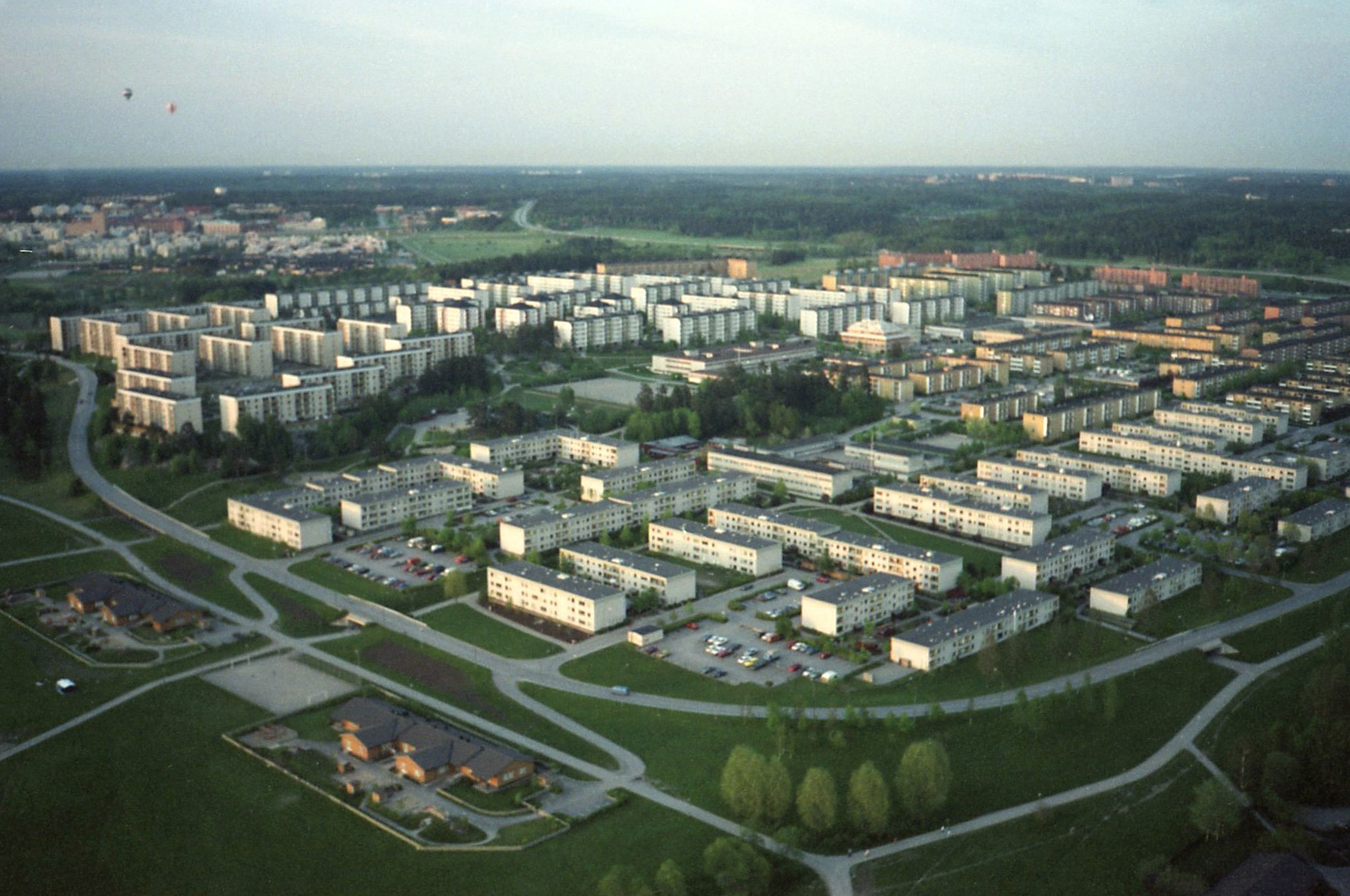
Panelové domy se stavěly zejména na severu Stockholmu – sídliště Rinkeby..
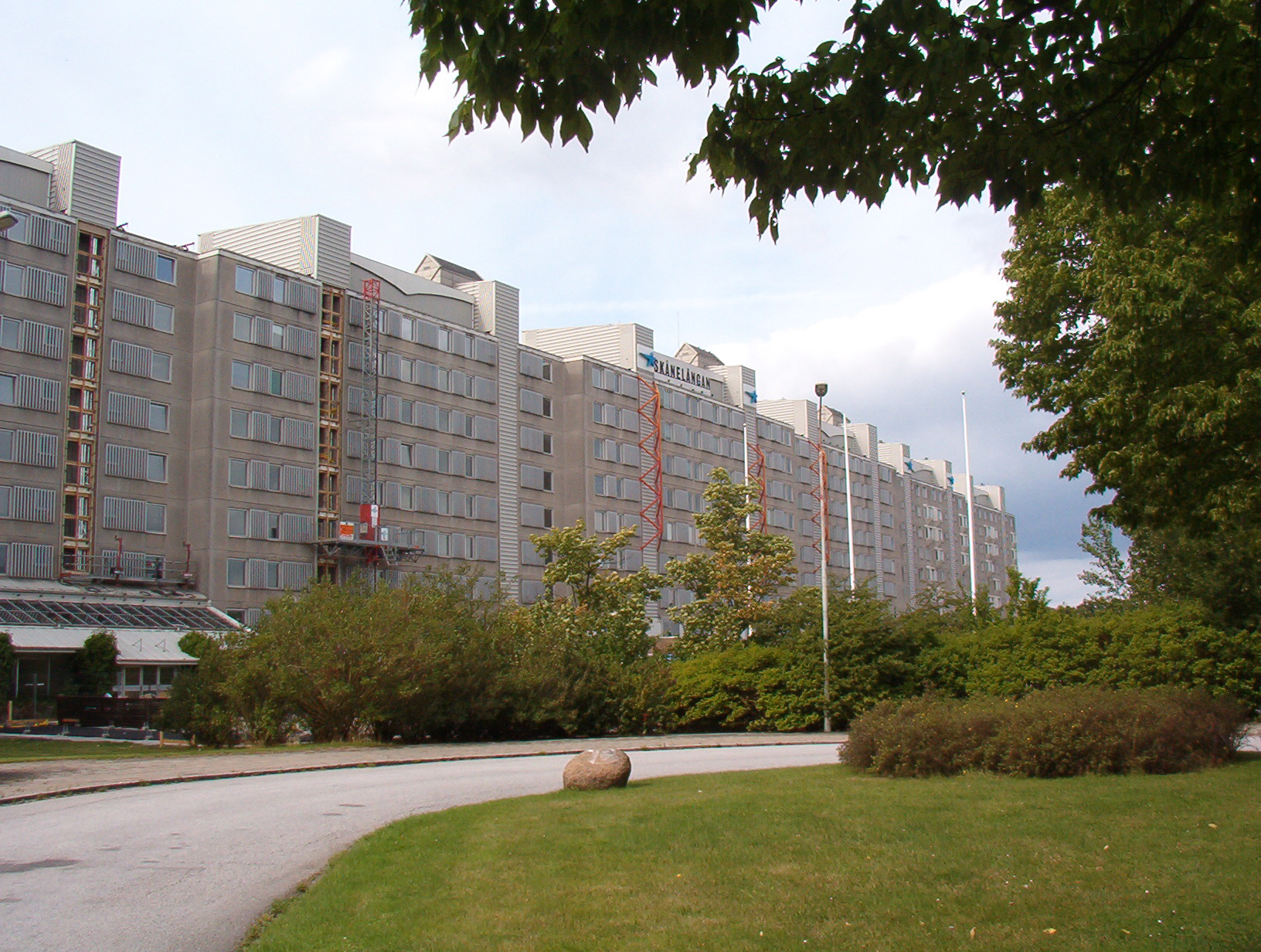
I bytový komplex Rosengård v Malmö vznikl v rámci programu švédské vlády na rychlou výstavbu „bytů pro milion“.
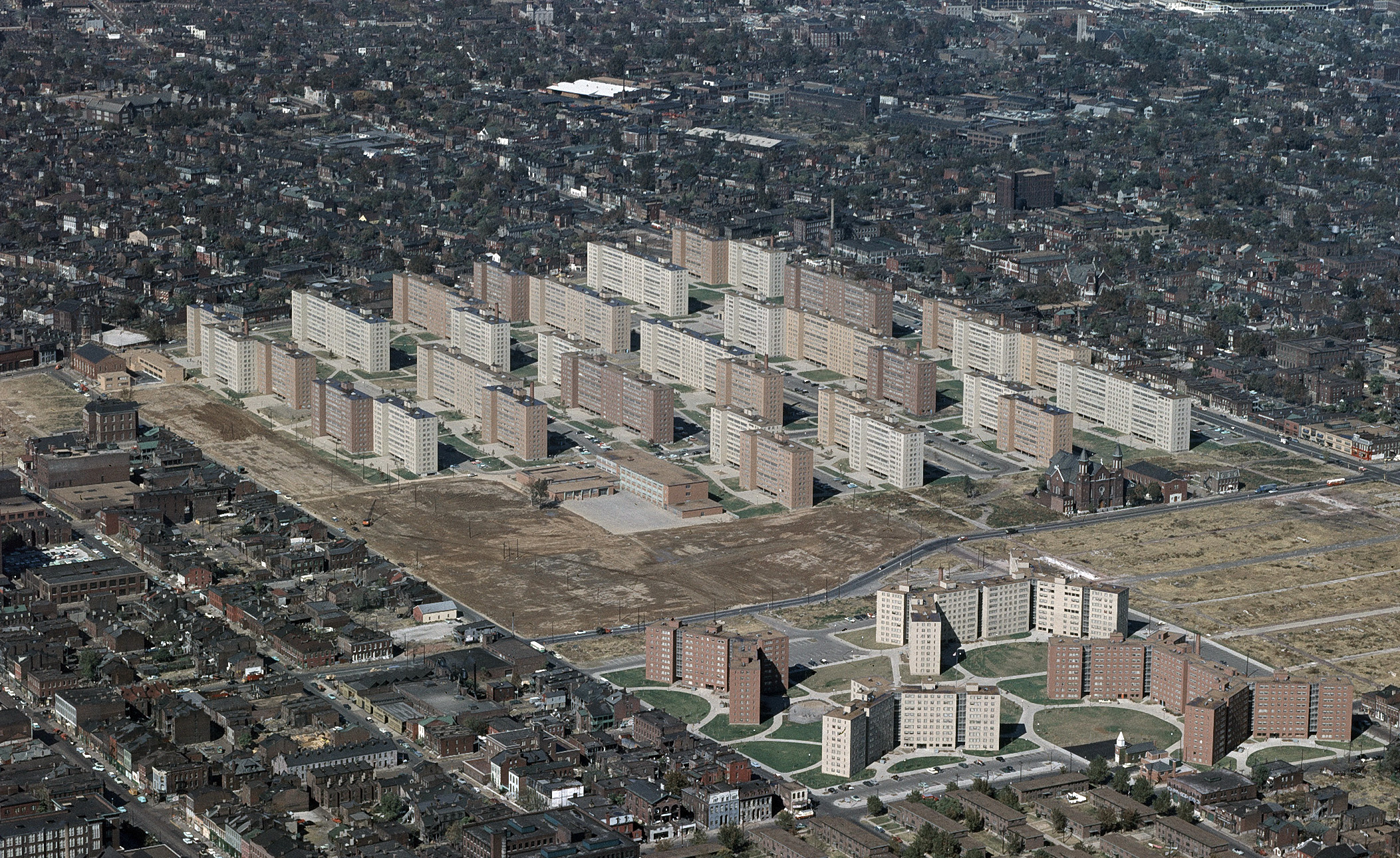
Sídliště Pruitt-Igoe v St. Louis v americkém Missouri, postavené na konci 50. let.
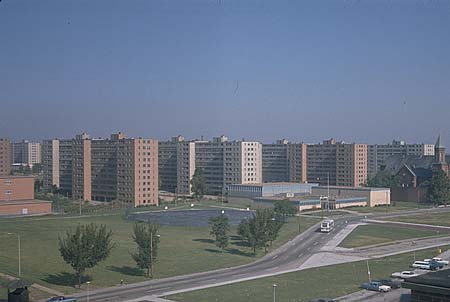
Sídliště Pruitt-Igoe v USA se stalo krachem, nakonec bylo zbořeno.
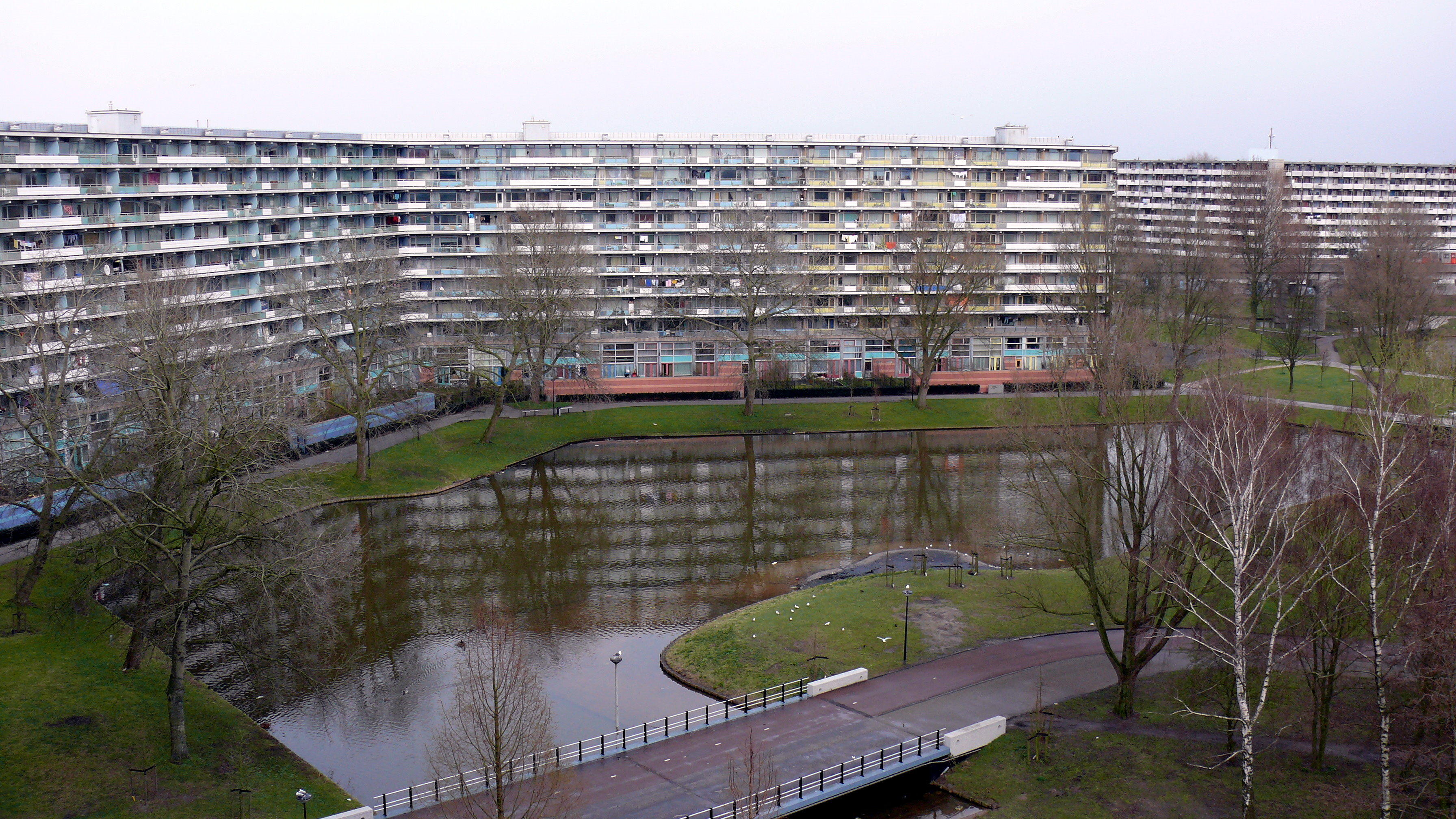
Známé panelové sídliště Bijlmermeer v Amsterdamu, kde žije 100 000 lidí.
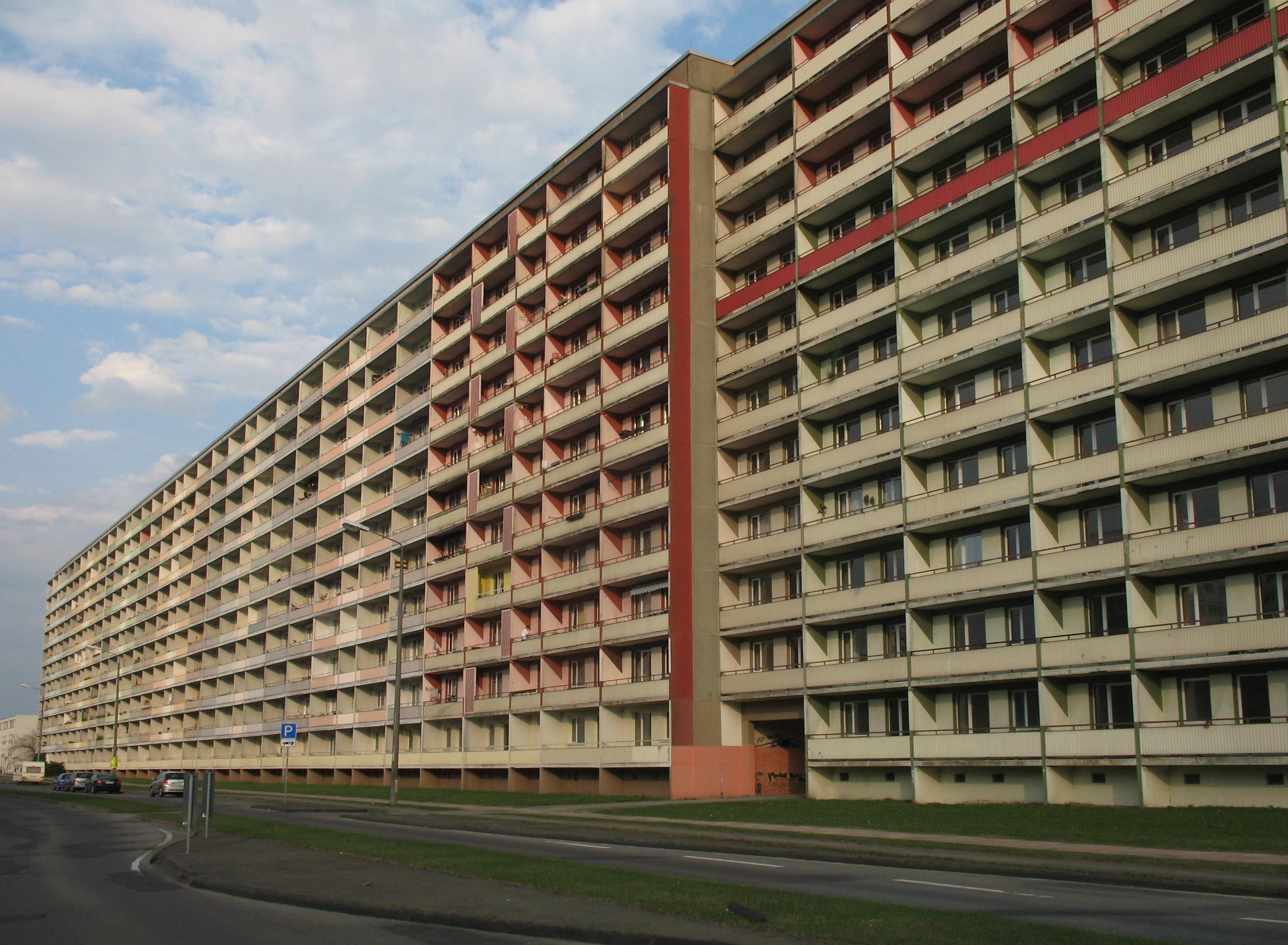
Dr.-Wilhelm-Külz-Str. v Hoyerswerda.
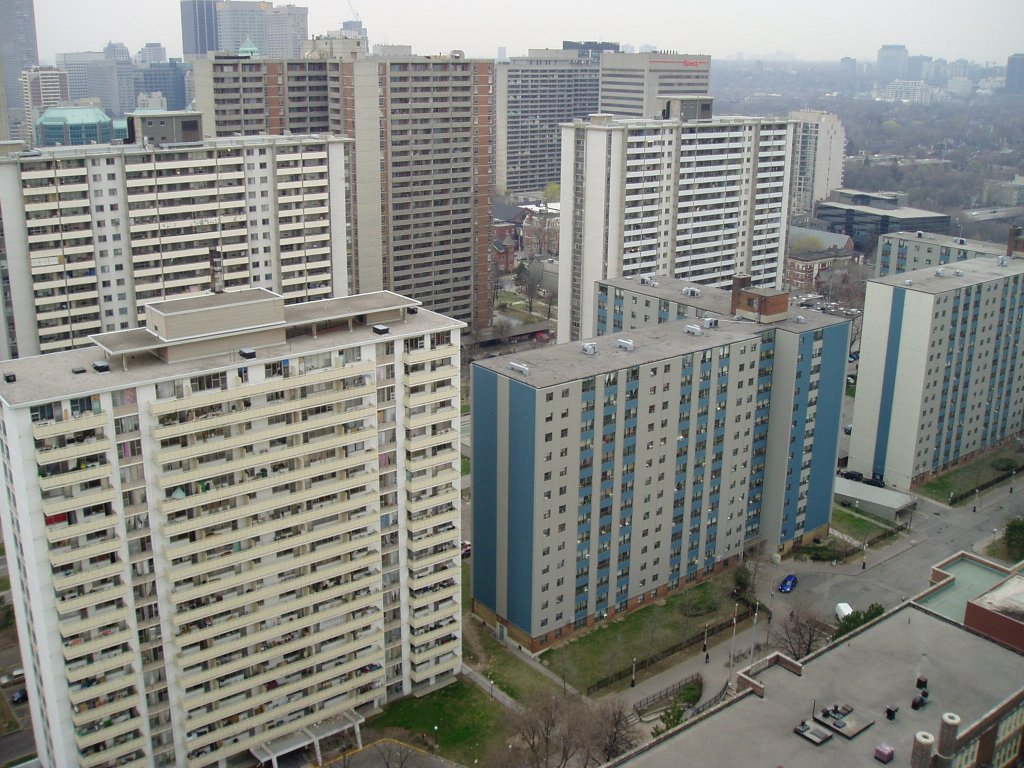
Na panelovém sídlišti St. James Town v kanadském Torontu žije asi 25 000 lidí.
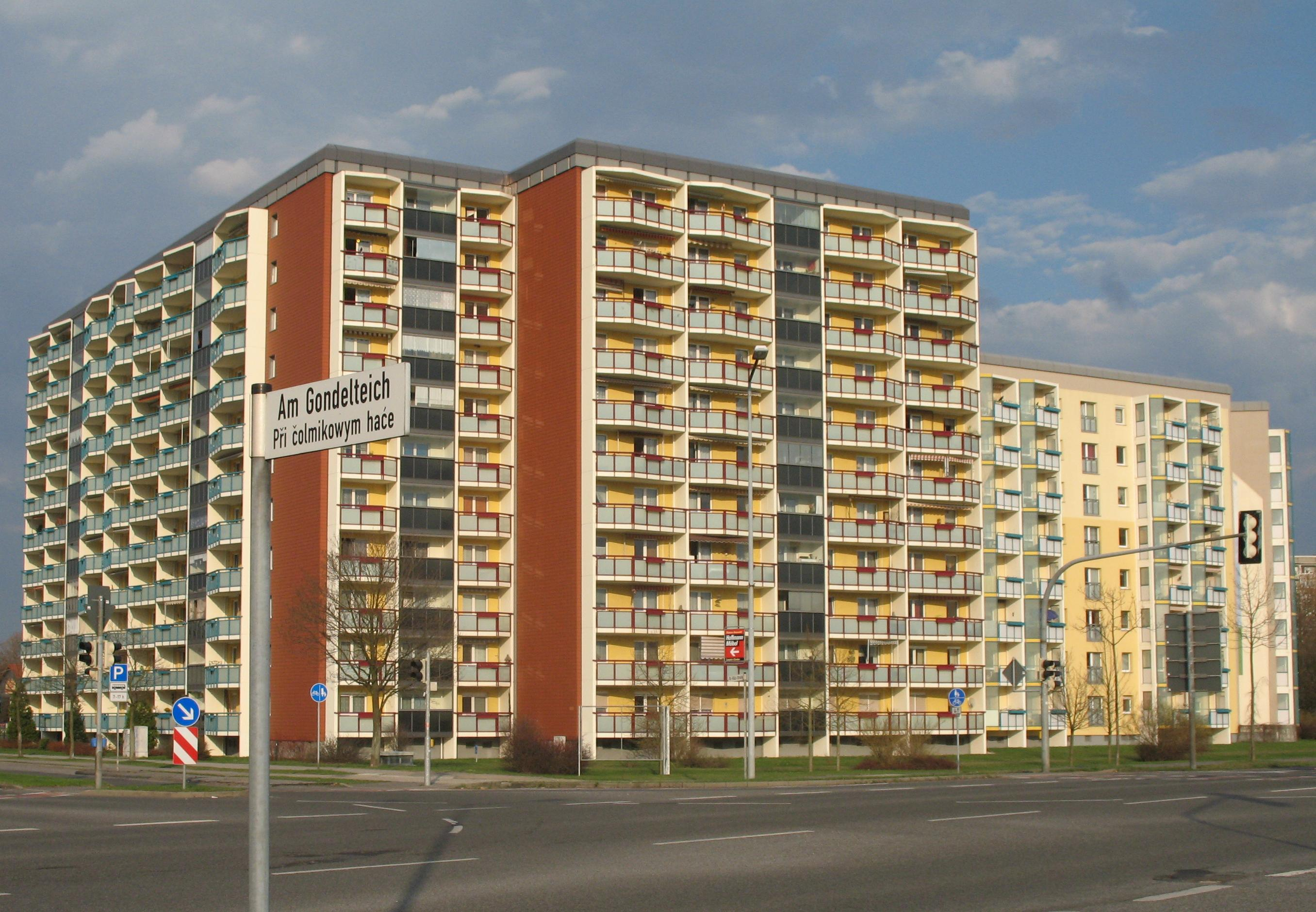
Südstr. v Hoyerswerda.
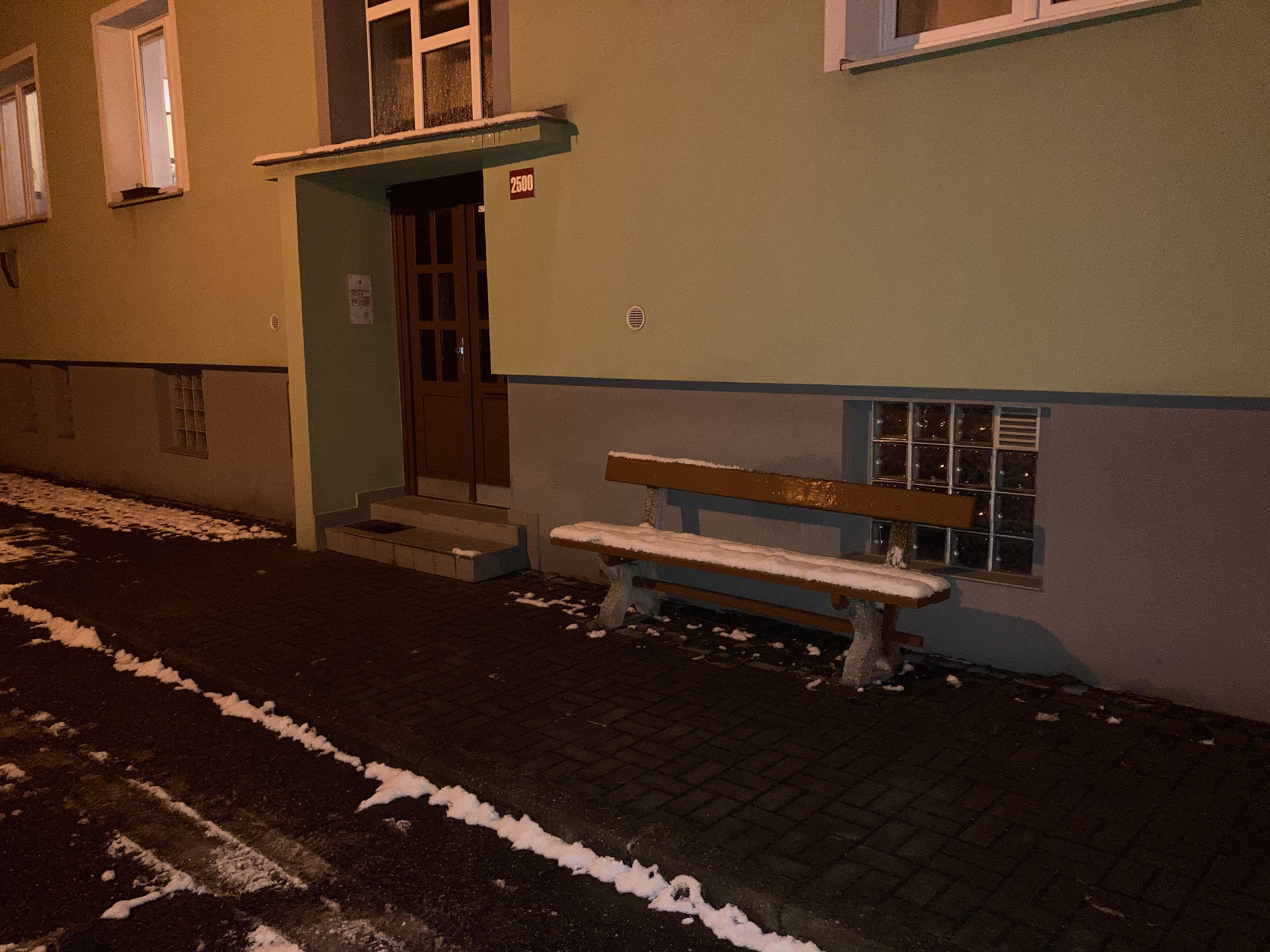
Lavičky jsou relativně časté spoluvybavení u panelových domů.

## Dělení
Panelové domy lze rozdělit do dvou hlavních konstrukčních skupin:
1. S podélným nosným systémem
2. S příčným nosným systémem, tento systém se v Československu využíval výrazně častěji.

### Typy panelových domů běžné v Česku
Seznam typizovaných konstrukčních soustav panelové technologie v letech 1950 až 1990.
- T1
- T5
- T11
- T12
- T13
- T14
- T15
- T16
- T17
- T20
- T22
- T42
- T52
- G32
- G40
- G55
- G57
- G58
- G59
- GOS64
- GOS66
- T01 B
- T02 B
- T03 B
- T05 B
- T06 B
- T08 B
- TOB-Nitra
- T09B
- B2
- B4
- VMOS
- VOS
- VPOS
- B60
- B70
- B70-360
- MS Průmstav
- PS61
- PS69
- PS69/2
- HK60
- HK65
- HK69
- HKS70
- HKSG
- BP 70 OS
- VVÚ ETA
- Larsen - Nielsen
- BA-NKS
- OP1.11
- OP1.13
- OP1.21
- OP1.31

V Česku se vyskytují převážně tyto základní typy. Každý z těchto typů má své „verze“ dle dané lokality.

#### Typ T 0xB
Tento typ panelových domů je založen na příčném systému. Jedná se o jeden z nejstarších systémů. Existuje několik variant tohoto typu (06B, 07B, 08B), které jsou rozdílné pouze v modulové skladbě. Rozpon nosných příčných stěn je 3600 mm u T06B, 3000 a 6000 mm u T07B, 6000 mm u T08B. U systému T06B je použito dvouramenné schodiště s mezipodestou. Často je mezi jednotlivými rameny vložena výtahová šachta. U skupiny T08B je použito schodiště jednoramenné na rozpon 6000 mm. Skladebná výška podlaží je stejná u všech tří skupin tj. 2800 mm. U T07B a T08B jsou použity předpjaté dutinové stropní panely. Obvodový plášť je rovněž možný jen z panelů.

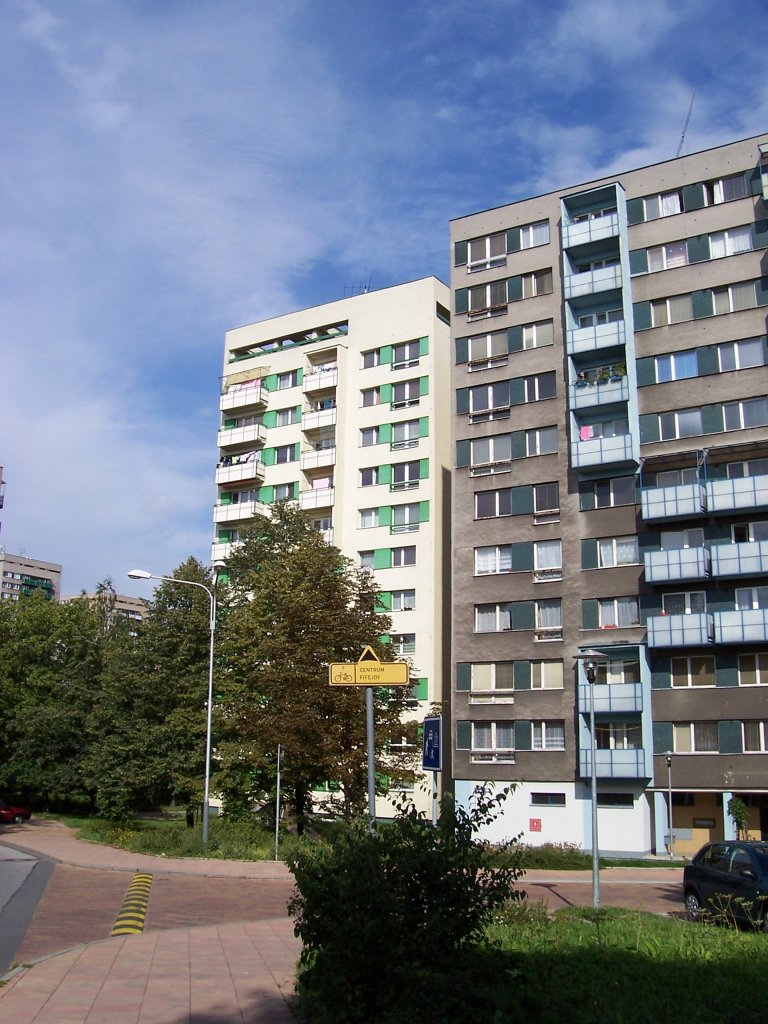
Panelové domy typu VM-OS v Ostravě, vlevo po rekonstrukci pláště, vpravo v původní podobě.

#### Typ VVÚ-ETA
Tento systém vyvinul Výzkumný a vývojový ústav Stavebních závodů Praha. Jeho základem je příčný stěnový systém s rozponem stěn 3000 nebo 6000 mm. Skladebná výška podlaží je 2800 mm. Stropní panely jsou nepředpjaté, vylehčené dutinami a mají tloušťku 190 mm. Existují i stropní panely předpjaté. Obvodový plášť je tvořen parapetními panely a meziokenními vložkami, nebo z obvodových celostěnových panelů s okny. Lodžiové panely jsou k dispozici pouze jako ŽB sendvičové. Schodiště jsou zpravidla jednoramenná, ale mohou být i dvouramenná s mezipodestou. Jedná se o nejběžnější typ panelového domu na pražských sídlištích, zejména pak Praha - Sídliště Jižní Město, Řepy, Jihozápadní Město (Nové Butovice, Lužiny, Velká Ohrada), sídliště Košík, Horní Měcholupy a Petrovice.

#### Typ P1.11
Jedná se o nejnovější typ, který byl používán až do konce 80. let. Je určen pro bytové domy do výšky dvanácti podlaží. Opět se jedná o příčný systém o rozponech 2400, 3000 a 4200 mm. Skladebná výška podlaží je opět 2800 mm. Vnitřní stěnové panely jsou plné nebo s otvory. Stropní panely jsou dutinové. Schodiště je pouze dvouramenné s mezipodestou. Obvodový plášť je ze sendvičových celostěnových panelů. Lodžiové panely jsou panelové nebo dřevěné.

#### Typ Larsen - Nielsen
Jedná se o panelové domy určené pro výstavbu pouze v Praze. Jednalo se o konstrukční soustavu pocházející z Dánska. Tyto panelové domy se stavěly od poloviny 70. let do začátku let osmdesátých, byla to soustava první aplikace. Soustava druhé aplikace byla uplatňována v období přelomu 80. a 90. let 20. století. Třetí aplikace plánovaná v 90. letech se vlivem pádu komunistického režimu již nerealizovala. Panelové domy typu Larsen - Nielsen se nachází především na pražském Jižním Městě, dále na Praze 8, konkrétně v lokalitě Sídliště Bohnice, potom na Praze 12 na sídlišti Modřany a v Hodkovičkách a na Praze 10 na sídlišti Košík východně od Hostivaře. V malém množství byly zbudovány i na sídlišti Barrandov a na Praze 9 - Černý Most a Sídliště Lehovec. Jedná se o panelové domy od 5. pater a výše, nezřídka i 12. patrové, čili vždy s výtahem. Pouze u druhé aplikace sekce D4 a R4 se jedná o 4. patrové domy bez výtahu.

## Stavební postup
Základní technické řešení je pro všechny systémy obdobné. Napřed se vybudují základy, které mohou být monolitické či polomontované, systém založení je plošný nebo hlubinný (piloty, studny), což záleží na základových poměrech. Poté se budoucí stavba opatří rozvodem inženýrských sítí (kanalizace, vodovod, plynové a elektrické rozvody) a poté se montují nosné stěny. Po montáži stěn se osadí příčky a instalační bytová jádra, poté se zastropí jednotlivá podlaží, osadí se prefabrikovaná schodišťová ramena a mezipodesty. Po zastropení posledního podlaží se osadí obvodový plášť, který může být ze sendvičových panelů nebo z lehkých prvků (např. hliníková okna).
Po dokončení hrubé stavby se provedou elektro a vodo instalace a udělá se kanalizace. Poté se osadí trvalé doplňky (např. kuchyňská linka) a provedou se případné povrchové úpravy.
Panelové domy jsou zastřešeny vždy plochou střechou dvouplášťovou. Ze statického hlediska jde vlastně o několikapodlažní rám. Kvůli horizontální stabilitě musí být vždy ztužen. U příčného systému je ztužen podélnou stěnou, u podélného systému pak stěnou příčnou.
Styk panelů je realizován svařením výztuže s použitím styčníkových desek či třmínků. Spoj je pak zalit cementovou zálivkou nebo řídkým betonem. Aby nevznikal rozdílný průhyb sousedních stropních panelů, je do jejich styčných spár vložena tzv. kleštinová výztuž a spáry zality cementovou zálivkou. Panely obvodového pláště se spojují obdobně, spáry se zvnějšku ještě těsní vložkou z PVC nebo trvale pružného tmelu.

## Problémy

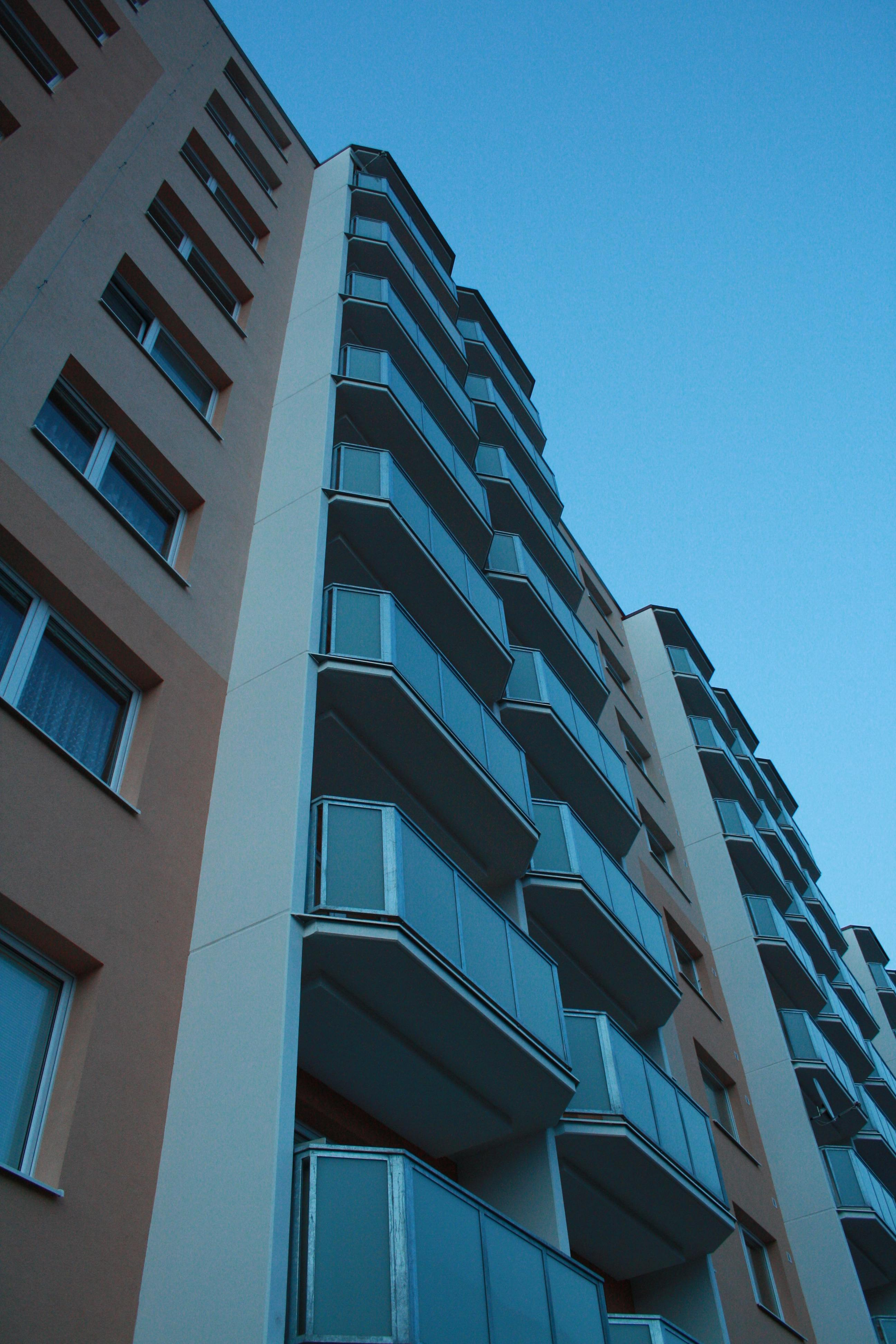
Rekonstruovaný panelový dům s prosklenými balkony.

### Nedostatečné zateplení

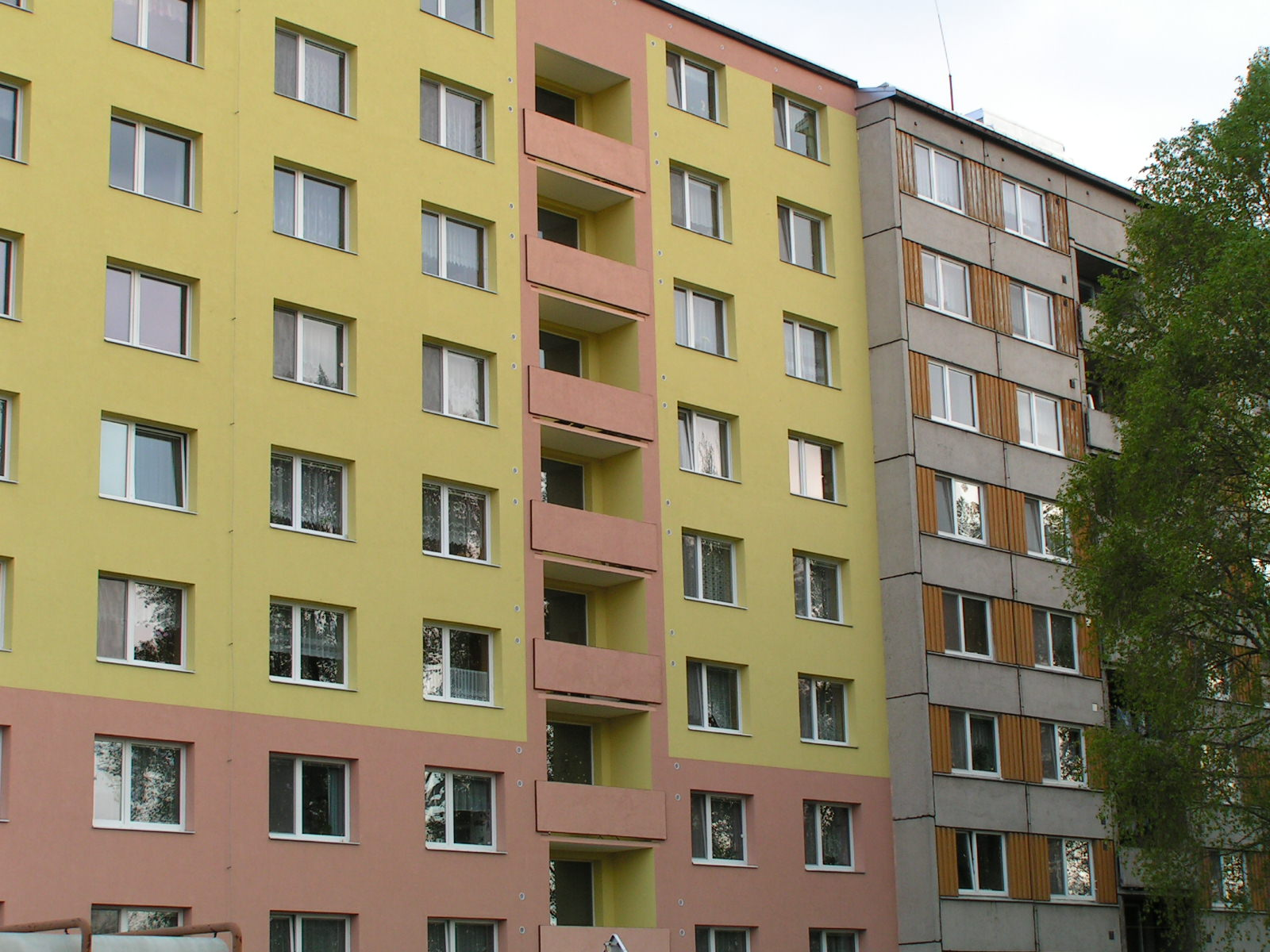
Porovnání plně zrekonstruované a částečně rekonstruované (střešní nástavba) části panelového domu.

Nejčastějším problémem panelových domů byla nedostatečná tepelná izolace, a tedy velké tepelné ztráty. K těmto ztrátám docházelo, přestože většina typů má izolovaný obvodový plášť sendvičového typu tj. nosná, tepelně izolační a krycí vrstva. V obálce budovy bylo také mnoho tepelných mostů. Jedním z nich byl tepelný most v oblasti styku panelů pláště mezi sebou nebo stropu. Ten je zapříčiněn špatným technologickým postupem, nebo konstrukční chybou.

### Další problémy
Dalším stavebně fyzikálním nedostatkem je použití dnes již nevyhovujících dřevěných oken, případně dřevěných lodžiových sestav. Nevýhodou u těchto staveb je také vysoká schopnost betonu vést zvuk. Dále je nedostatečně tlumen hluk z výtahové strojovny. Důsledkem používání tzv. nulových podlah (tj. podlah kde je položena nášlapná vrstva přímo na stropní konstrukci) je také slabé tlumení kročejového hluku, což je hluk vznikající při chůzi a podobně. Nevýhodou je také mnohdy používání nekvalitních materiálů. Používáním cementu nižší kvality dochází dnes k opadávání krycí vrstvy a v důsledku toho i k rezavění výztuže. Nesprávně řešeny či provedeny bývají také ploché střechy. Další vadou je použití umakartových jader, kde se nachází sociální prostory, tyto jsou zdrojem silně toxického a tedy jedovatého kouře v případě požáru. Pro rozvody jsou užity často nevyhovující materiály (např. karcinogenní azbestocementové odpadní či vzduchotechnické potrubí).

### Řešení problému
V letech 2006–2008 se v důsledku nedostatku nových levných bytů ve městech rozmohl velký stavební boom, co se týče stavebních úprav v panelových domech, což dalo podnět ke vzniku specializovaných stavebních firem zabývajících se rekonstrukcemi bytových jader a zateplování těchto domů.
Kvůli nedostatečnému zateplení se při rekonstrukci domů často dodatečně panelové domy zateplují. To snižuje náklady na vytápění i chlazení domu. Současně často probíhá i změna vzhledu fasády. Tak se mění vzhled celých sídlišť a namísto chladných šedivých barev dnešní sídliště září takřka všemi barvami. Někdy bývá kritizována až přílišná barevnost panelových domů a špatně provedené zateplení, které například zakryje původní umělecké prvky či brání ventilaci celé budovy.

## Panelový dům v kultuře

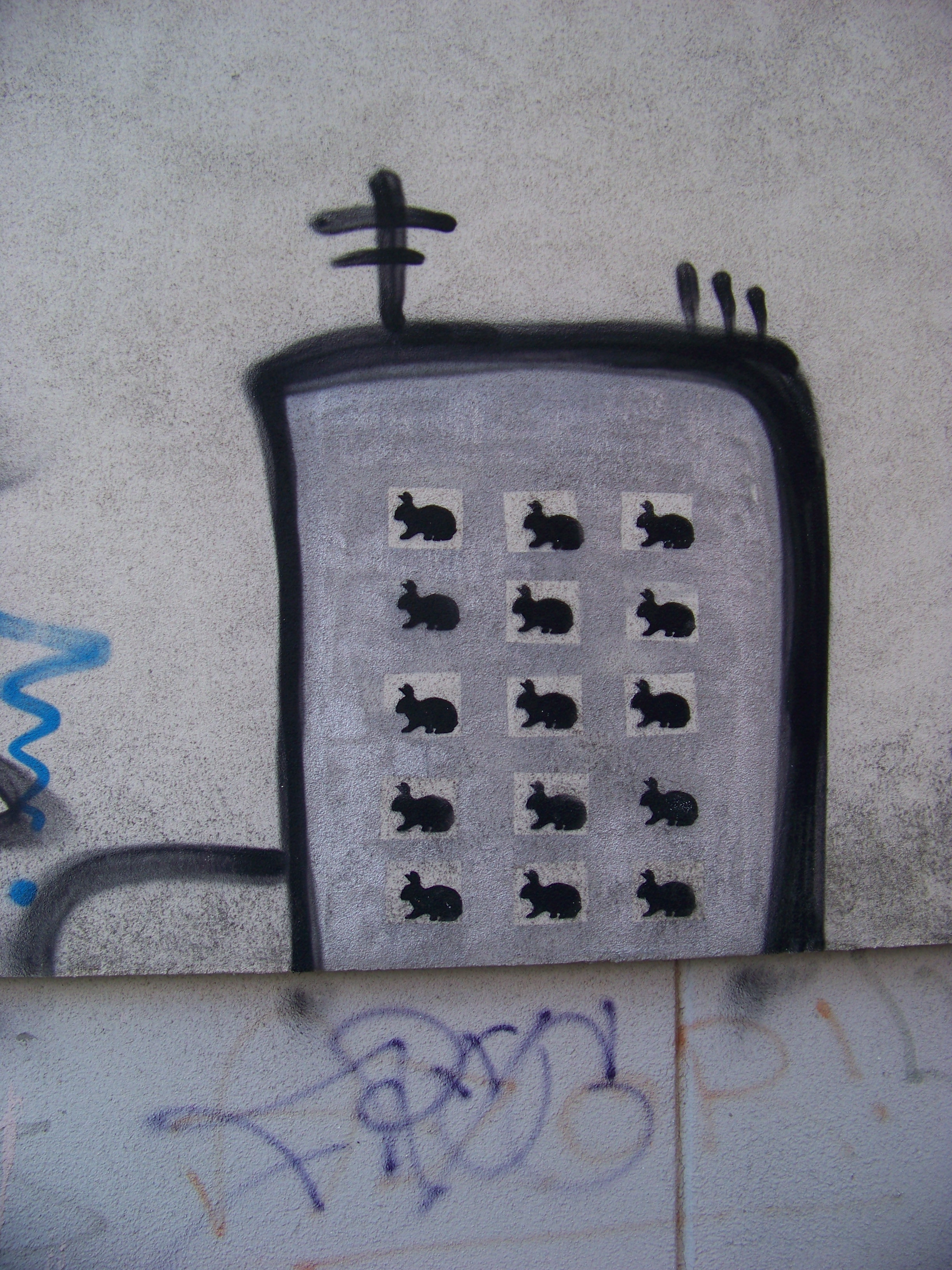
Mezi samotnými obyvateli paneláků se v 80. letech ujalo označení králíkárna. Tento obraz našel ohlas na zdi pražského sídliště Velká Ohrada.

- Narážky na kvalitu bydlení v panelových domech se objevily například v Janouškově písni Náš dům, obsažené na albu Kdo to zavinil z roku 1988. Její refrén začíná textem „náš dům je plný různých zvuků“.[12] O rok dříve nahrál také píseň Pohled z okna o výhledu na 160 pokojů, kuchyní, předsíní a koupelen v protějším bloku.
- O životě na velkém panelovém sídlišti pojednává, mimo jiné, i český film Panelstory z roku 1979 režisérky Věry Chytilové
- V roce 1979 natočil režisér František Filip devítidílný televizní seriál Dnes v jednom domě o osudech obyvatel nového panelového domu.
- O tom, co všechno je či není možné uslyšet cestou po schodech ve velkém panelovém domě zpívá Richard Müller v písni Po schodoch.

## Velká sídliště v Česku
V následující části jsou sepsána sídliště panelových domů, za nimi jsou uvedeny jejich konstrukční soustavy.

### Praha
- Jižní Město (Chodov, Háje) (Larsen – Nielsen, VVÚ-ETA)
- Severní Město (Bohnice (VVÚ-ETA a Larsen – Nielsen), Čimice, Kobylisy, Ďáblice, Střížkov, Prosek (T08B), Letňany)
- Jihozápadní Město (Stodůlky, Lužiny, Nové Butovice, Velká Ohrada) (VVÚ-ETA)
- Řepy (VVÚ-ETA)
- Barrandov (především OP 1.11, okrajově Larsen – Nielsen )
- Černý Most (VVÚ-ETA, Larsen – Nielsen)
- sídliště Lehovec (Larsen – Nielsen)
- Lhotka, Kamýk, Sídliště Novodvorská (T06B, T08B)
- Modřany (především Larsen – Nielsen, okrajově VVÚ-ETA)
- sídliště Libuš (VVÚ-ETA)
- sídliště Krč, sídliště Pankrác (T08B)
- Zahradní Město (z části G57 a T06B), Malešice (G57 a T06B), Horní Měcholupy (VVÚ-ETA), Petrovice (VVÚ-ETA)
- Petřiny (G57), Červený Vrch (G57)
- sídliště Košík (Larsen – Nielsen, VVÚ-ETA)

### Brno

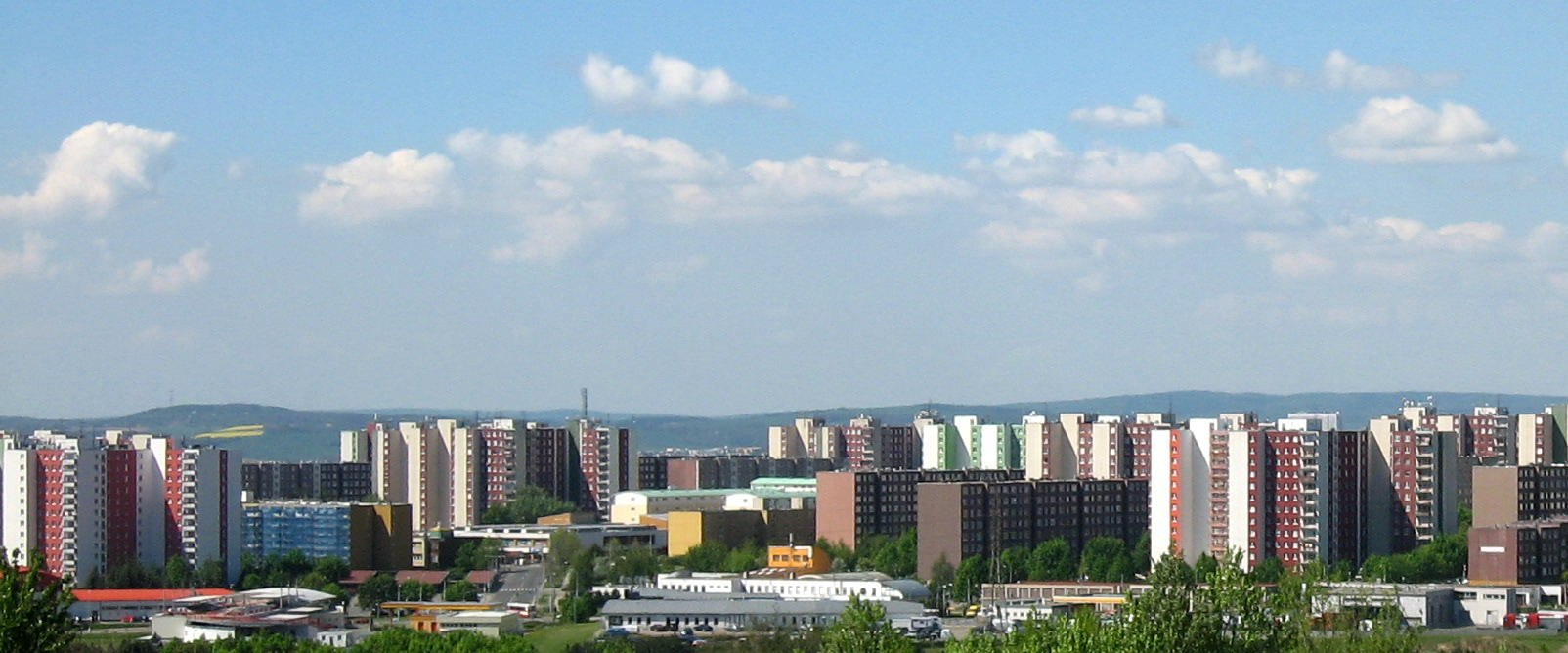
Panelákové sídliště na Vinohradech (cca 17 000 obyvatel).

- Bystrc
- Líšeň
- Starý Lískovec
- Bohunice
- Vinohrady (B70, )
- Lesná
- Nový Lískovec
- Kohoutovice
- Řečkovice
- Žabovřesky

### Ostrava

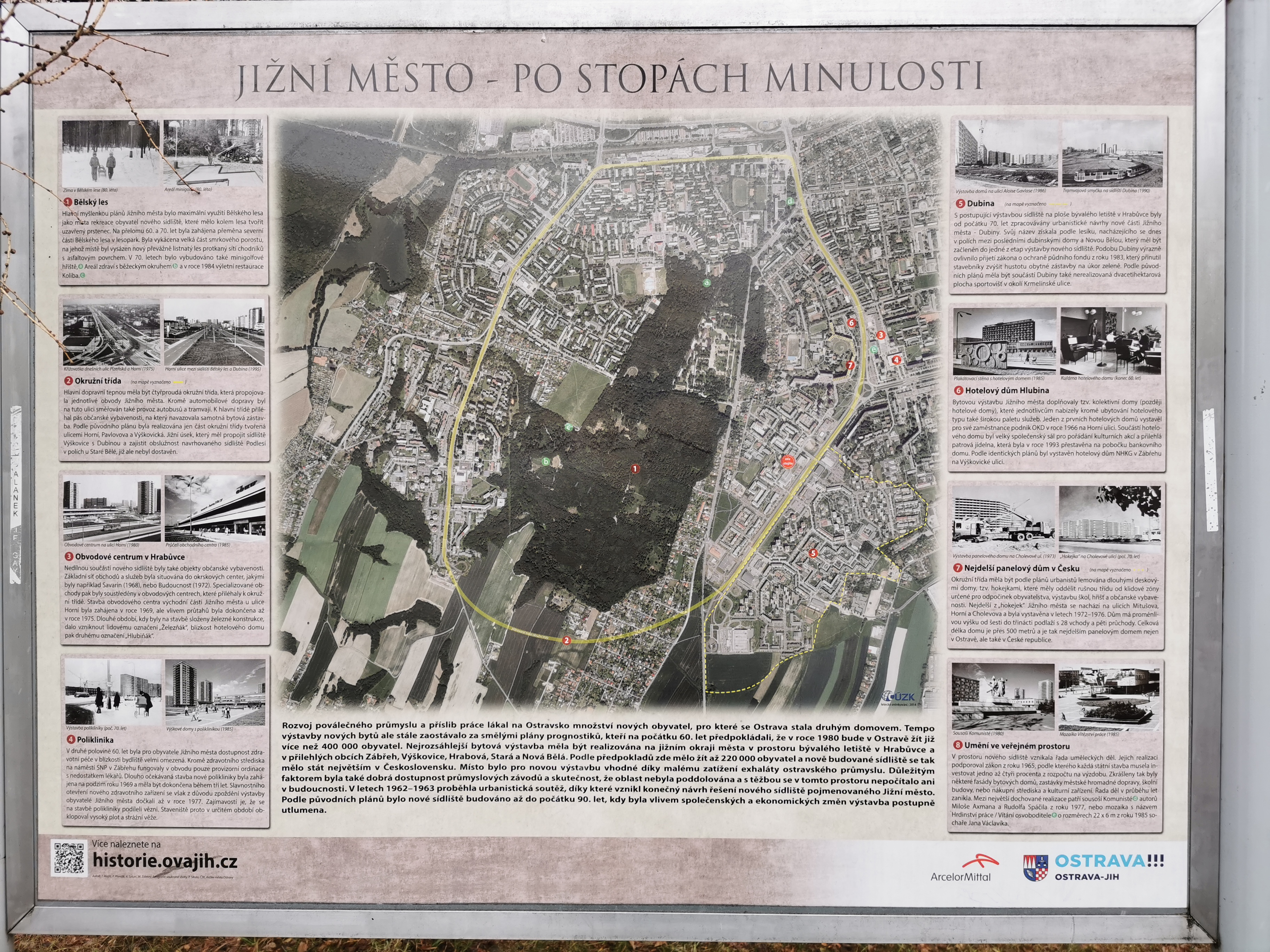
Informační tabule: JIŽNÍ MĚSTO - PO STOPÁCH MINULOSTI

- Hrabůvka (G-OS, VM-OS, T06B-OS, T06B-BTS)
- Poruba (T12, T16, T17, T20, T02B, T03B, T02B-OS, T03B-OS, G57, G-OS, V-OS, VM-OS, BP70-OS, T06B-OS, T06B-BTS, OP1.11, OP1.13, OP1.31)
- Dubina (OP1.11, OP1.13, VP-OS)
- Zábřeh (T12, T20, G57, G-OS, V-OS, T06B-BTS, VP-OS, OP1.11)
- Výškovice (T06B-OS, T06B-BTS, BP70-OS, OP1.11)
- Bělský Les (OP1.11, OP1.13, VP-OS)
- Fifejdy (VM-OS, T06B-PSO, T06B-BTS, T06B-OS-R, VP-OS, OP1.11)

### Havířov
- Havířov-Podlesí (T02B-OS, T03B-OS, V-OS, BP70-OS)
- Havířov-Šumbark (T12, BP70-OS, OP1.11, OP1.13, VP-OS)

### Plzeň
- Slovany
- Doubravka
- Bory
- Skvrňany
- Lochotín
- Bolevec
- Košutka
- Vinice

### Liberec
- Rochlice
- Pavlovice
- Ruprechtice
- Králův Háj
- Kunratická

### České Budějovice
- Sídliště Lidická
- Pražské sídliště
- Sídliště u Pekárenské
- Sídliště Šumava
- Sídliště Vltava
- Sídliště Máj
- Sídliště Za Voříškových dvorem

### Zlín
- Jižní Svahy (NKS-G, OP1.11)

### Jablonec nad Nisou
- Sídliště Mšeno (OP 1.11, OP 1.21, BA-NKS)[13]

- Sídliště Na Vršku (BA-NKS)

### Jihlava
- Březinovy sady

### Ústecký kraj
- Ústí nad Labem (Severní Terasa, Dobětice, Vyhlídka, …)
- Krupka (Bohosudov)
- Teplice (Trnovany, Prosetice, Šanov II …)
- Bílina (Za Chlumem)
- Duchcov (Osecká)
- Most (Zahradní čtvrť, Liščí vrch, …)
- Litoměřice (Pokratice, Cihelna)
- Litvínov (Janov, …)
- Jirkov (Vinařická 1, 2)
- Kadaň (Sídliště B, D)
- Chomutov (Písečná, Zahradní, Kamenná, Březenecká, Jitřenka)

### Pardubice
- sídliště Dubina (T06B-E, T06B-E/84, T06B-E/88)
- Polabiny (T02B, T03B, T07B, HK-60, HK-65, HK-69, T06B-E/88)
- Cihelna (T06B-E/84, T06B-E/88)
- sídliště Karlovina (T06B-E, HK-69)
- sídliště Závodu Míru (T06B-E, HK-69)
- sídliště Drážka (T02B, T03B)

### Hradec Králové
- Moravské Předměstí (T06B, T06B-E)
- Sever (T02B, HK-60, HK-65)
- Labská Kotlina II (HK, T06B)

### Břeclav
- Sídliště Na Valtické (OP 1.11)

### Příbram
- Sídliště Drkolnov

### Hodonín
- Sídliště Jižní (OP 1.11)

### Karlovy Vary
- Sídliště Čankovská
- Sídliště Drahovice
- Sídliště Růžový Vrch

### Kroměříž
- Sídliště Oskol/Bělidla[14]
- Sídliště Slovan
- Sídliště Zachar[15]

## Zajímavost
Za socialismu vznikly v některých pražských panelácích umělecké ateliéry.